# Список советских и российских генерал-полковников
.
| Содержание: Начало — 0–9 А Б В Г Д Е Ё Ж З И К Л М Н О П Р С Т У Ф Х Ц Ч Ш Щ Э Ю Я |

Список советских и российских генерал-полковников — список военнослужащих Вооружённых сил, служащих правоохранительных органов, военнослужащих органов государственной безопасности и иных силовых структур Союза ССР и Российской Федерации, которым было присвоено воинское звание генерал-полковник и равные ему воинские (генерал-полковник авиации и др.) и специальные (генерал-полковник внутренней службы, генерал-полковник милиции, генерал-полковник полиции, генерал-полковник юстиции) звания. В список не включены военнослужащие, которым впоследствии присваивались более высокие воинские звания (генерал армии, маршал и главный маршал родов войск, сил и спецвойск) и специальные звания (генерал полиции, генерал юстиции, генерал внутренней службы, действительный государственный советник таможенной службы).
Занимаемые должности указываются на момент присвоения звания генерал-полковник.

## А
| Фамилия, имя, отчество          | Годы жизни | Дата присвоения звания | Занимаемая должность на момент присвоения звания |
| ------------------------------- | ---------- | ---------------------- | --- |
| Абакумов, Виктор Семёнович      | 1908—1954  | 9.7.1945               | Заместитель народного комиссара обороны СССР — начальник Главного управления контрразведки «СМЕРШ»                                                             |
| Абашин, Николай Борисович       | 1922—1989  | 14.2.1978              | Первый заместитель командующего войсками Прикарпатского военного округа                                                                                        |
| Аболинс, Виктор Яковлевич       | 1924—1997  | 27.10.1977             | Генеральный штаб Вооружённых Сил СССР |
| Абрамов, Евгений Александрович  | род. 1939  | 1993                   | Генерал-полковник внутренней службы, заместитель министра внутренних дел Российской Федерации                                                                  |
| Абрамов, Владимир Никитович     | 1920—1994  | 2.11.1972              | Генерал-полковник авиации, командующий 14-й отдельной армией ПВО                                                                                               |
| Абрамов, Константин Николаевич  | 1912—1998  | 25.10.1967             | Начальник Военной академии тыла и транспорта |
| Аверьянов, Иван Андреевич       | 1923—2000  | 3.11.1983              | Начальник Главного управления комплектования РВСН |
| Авсеенко, Владимир Лаврович     | 1917—2002  | 23.2.1972              | Генерал-полковник инженерных войск, начальник Военно-инженерной академии им. В. В. Куйбышева                                                                   |
| Агагусейнов, Тофик Якуб оглы    | 1923—2021  | 6.5.1980               | Первый заместитель командующего войсками Закавказского военного округа                                                                                         |
| Агафонов, Алексей Николаевич    | 1921—1989  | 7.5.1986               | Начальник политического отдела Генерального штаба Вооружённых Сил СССР                                                                                         |
| Агеев, Гений Евгеньевич         | 1929—1994  | 18.12.1986             | Первый заместитель Председателя КГБ СССР |
| Агурин, Леонид Иванович         | 1923—1993  | 16.12.1982             | Генерал-полковник авиации, начальник Государственного лётно-испытательного центра им. В. П. Чкалова Минобороны СССР                                            |
| Азаров, Виталий Михайлович      | род. 1954  | 2000                   | Начальник Главного управления воспитательной работы Вооружённых Сил Российской Федерации                                                                       |
| Азаров, Юрий Фёдорович          | род. 1947  | 2001                   | Генерал-полковник таможенной службы, заместитель председателя Государственного таможенного комитета                                                            |
| Акчурин, Расим Сулейманович     | род. 1932  | 17.2.1990              | Командующий зенитными и ракетными войсками Войск ПВО |
| Александров, Николай Михайлович | 1906—1964  | 27.4.1962              | Начальник политуправления Киевского военного округа |
| Алексеев, Дмитрий Фёдорович     | 1902—1974  | 8.8.1955               | Командующий 3-й общевойсковой армией Группы советских войск в Германии                                                                                         |
| Алидин, Виктор Иванович         | 1911—2002  | 16.1.1979              | Начальник Управления КГБ СССР по городу Москве и Московской области                                                                                            |
| Алмазов, Сергей Николаевич      | 1944—2019  | 1997                   | Генерал-полковник налоговой полиции, директор Федеральной службы налоговой полиции Российской Федерации                                                        |
| Алтухов, Пётр Кириллович        | 1919—2005  | 5.5.1978               | Начальник кафедры Военной академии Генерального штаба Вооружённых Сил СССР им. К. Е. Ворошилова                                                                |
| Алханов, Руслан Шахаевич        | род. 1962  | 27.5.2022              | Генерал-полковник полиции, министр внутренних дел Чеченской Республики                                                                                         |
| Амбарян, Хачик Минасович        | 1919—2004  | 21.2.1969              | Первый заместитель командующего войсками Белорусского военного округа                                                                                          |
| Анашкин, Геннадий Владимирович  | род. 1968  | 7.9.2023               | Командующий 8-й гвардейской общевойсковой армией Южного военного округа                                                                                        |
| Андреев, Александр Петрович     | 1923—2020  | 25.4.1975              | Генерал-полковник авиации, начальник кафедры Военной академии Генерального штаба Вооружённых Сил СССР им. К. Е. Ворошилова                                     |
| Андреев, Андрей Матвеевич       | 1905—1983  | 26.11.1956             | Командующий 28-й общевойсковой армией Белорусского военного округа                                                                                             |
| Андреев, Вадим Константинович   | 1927—2020  | 7.5.1980               | Генерал-полковник авиации, командующий ВВС Московского военного округа                                                                                         |
| Андреев, Владимир Иванович      | 1942—2025  | 19.4.1993              | Командующий истребительной авиацией Войск ПВО |
| Андреев, Николай Николаевич     | 1929—2006  | 24.11.1993             | Первый заместитель генерального директора ФАПСИ |
| Андреев, Павел Николаевич       | род. 1945  | 4.5.1997               | Первый заместитель начальника Штаба по координации военного сотрудничества государств — участников СНГ                                                         |
| Андрианов, Юрий Михайлович      | 1922—1986  | 29.4.1985              | Начальник Главного ракетно-артиллерийского управления Министерства обороны СССР                                                                                |
| Аниканов, Олег Карпович         | 1933—2021  | 29.4.1991              | Заместитель главнокомандующего ВМФ по строительству — начальник Главного инженерного управления ВМФ                                                            |
| Анисимов, Владимир Гаврилович   | род. 1955  |                        | Заместитель директора ФСБ России |
| Анисимов, Николай Петрович      | 1899—1977  | 25.5.1959              | Заместитель начальника Тыла Вооружённых Сил СССР |
| Анохин, Алексей Иванович        | 1947—2010  | 22.2.1996              | Председатель Центрального Совета РОСТО |
| Антонов, Николай Дмитриевич     | 1909—1986  | 7.5.1960               | Генерал-полковник авиации, начальник политического управления Московского округа ПВО                                                                           |
| Антошкин, Николай Тимофеевич    | 1942—2021  | 10.6.1994              | Командующий фронтовой авиацией ВВС |
| Аполлонов, Аркадий Николаевич   | 1907—1978  | 29.10.1943             | Заместитель Народного комиссара внутренних дел СССР по войскам                                                                                                 |
| Аракелян, Степан Хоренович      | 1936—2020  | 17.2.1990              | Начальник Центрального дорожно-строительного управления Министерства обороны СССР                                                                              |
| Арапов, Виталий Фёдорович       | 1927—1995  | 17.2.1987              | Первый заместитель начальника Главного управления кадров Министерства обороны СССР                                                                             |
| Арико, Григорий Иванович        | 1909—1994  | 27.4.1962              | Начальник штаба — первый заместитель главнокомандующего Группы советских войск в Германии                                                                      |
| Арсланов, Халил Абдулхалимович  | род. 1964  | 12.12.2017             | Начальник Главного управления связи Вооружённых Сил Российской Федерации — заместитель начальника Генерального штаба Вооружённых Сил Российской Федерации      |
| Артамонов, Владимир Сергеевич   | род. 1958  | 12.12.2010             | Генерал-полковник внутренней службы, начальник Санкт-Петербургского университета государственной противопожарной службы МЧС России                             |
| Артемьев, Павел Артемьевич      | 1897—1979  | 22.1.1942              | Командующий войсками Московского военного округа |
| Архипов, Василий Сергеевич      | 1906—1985  | 22.2.1963              | Генерал-полковник танковых войск, старший военный специалист при командующем военным округом Национальной народной армии Германской Демократической Республики |
| Аулов, Николай Николаевич       | род. 1952  | 2011                   | Генерал-полковник полиции, начальник Оперативно-розыскного департамента ФСКН России                                                                            |
| Афзалов, Виктор Мусавирович     | род. 1968  | 07.12.2022             | Начальник Главного штаба — первый заместитель Главнокомандующего Воздушно-космическими силами                                                                  |
| Ачалов, Владислав Алексеевич    | 1945—2011  | 16.8.1990              | Командующий Воздушно-десантными войсками |
| Аюпов, Абрек Идрисович          | 1936—2020  | 19.4.1993              | Заместитель Главнокомандующего ВВС по вооружению — главный инженер ВВС                                                                                         |

## Б
| Фамилия, имя, отчество            | Годы жизни | Дата присвоения звания | Занимаемая должность на момент присвоения звания |
| --------------------------------- | ---------- | ---------------------- | --- |
| Бабаев, Александр Иванович        | 1923—1985  | 4.11.1973              | Генерал-полковник авиации, командующий 16-й воздушной армией ГСВГ |
| Бабичев, Иван Ильич               | род. 1954  |                        | Первый заместитель начальника штаба ОДКБ |
| Бабков, Василий Петрович          | 1918—2001  | 4.11.1973              | Генерал-полковник авиации, генерал-инспектор Инспекции ПВО Главной инспекции МО СССР |
| Бабьев, Владимир Николаевич       | 1924—2014  | 7.5.1987               | Начальник Центрального финансового управления МО СССР |
| Баженов, Павел Иванович           | 1923—2009  | 3.11.1983              | Заместитель Главнокомандующего Сухопутными войсками по вооружению |
| Байдуков, Георгий Филиппович      | 1907—1994  | 9.5.1961               | Генерал-полковник авиации, начальник 4-го Главного управления МО СССР |
| Бакланов, Глеб Владимирович       | 1910—1976  | 7.5.1960               | Первый заместитель командующего Северной группой войск |
| Баксов, Алексей Иванович          | 1907—1986  | 22.2.1963              | Старший представитель главкома Объединённых Вооружённых сил государств—участников Варшавского договора в Болгарии                                                                                      |
| Балабай, Иван Васильевич          | 1920—1993  | 16.12.1982             | Начальник Главного автомобильного управления Министерства обороны СССР |
| Балбашов, Иван Васильевич         | род. 1948  |                        | Генерал-полковник милиции, начальник Оперативно-поискового бюро МВД России |
| Баранов, Валерий Петрович         | род. 1948  | 2001                   | Заместитель командующего войсками Северо-Кавказского военного округа |
| Баранов, Николай Андреевич        | род. 1945  |                        | Начальник Управления вооружения — заместитель начальника вооружения Вооружённых Сил Российской Федерации                                                                                               |
| Барсуков, Аркадий Николаевич      | род. 1947  |                        | Начальник Военно-воздушной академии имени Ю. А. Гагарина |
| Барсуков, Михаил Михайлович       | 1901—1963  | 15.7.1944              | Генерал-полковник артиллерии, командующий артиллерией 3-го Белорусского фронта |
| Барынькин, Виктор Михайлович      | род. 1946  | 19.4.1993              | Начальник Главного оперативного управления — первый заместитель начальника Генерального штаба Вооружённых Сил Российской Федерации                                                                     |
| Барышев, Павел Фёдорович          | род. 1959  | 12.12.2018             | Заместитель министра Российской Федерации по чрезвычайным ситуациям |
| Баряев, Евгений Васильевич        | род. 1952  | 2001                   | Командующий войсками Московского округа ВВ МВД России |
| Баскаев, Аркадий Георгиевич       | род. 1946  | 16.11.1998             | Командующий войсками Московского округа ВВ МВД России |
| Баскаков, Владимир Николаевич     | 1909—1992  | 19.2.1968              | Заместитель начальника Военной академии имени М. В. Фрунзе |
| Батехин, Леонид Лукич             | 1928—2019  | 17.2.1982              | Генерал-полковник авиации, начальник политического управления ВВС |
| Батюня, Александр Григорьевич     | 1898—1976  | 18.2.1958              | Начальник штаба — первый заместитель командующего войсками Северо-Кавказского военного округа |
| Бауков, Леонид Иванович           | 1910—1986  | 19.2.1968              | Первый заместитель командующего войсками Туркестанского военного округа |
| Бачурин, Сергей Викторович        | род. 1960  | 11.6.2019              | Генерал-полковник полиции, начальник Главного управления МВД России по Северо-Кавказскому федеральному округу                                                                                          |
| Беднягин, Анатолий Иванович       | 1914—1983  | 6.5.1972               | Член Военного совета — начальник политуправления Киевского военного округа |
| Безбоков, Владимир Михайлович     | 1922—2000  | 3.2.1984               | Генерал-полковник авиации, командующий 30-й воздушной армией Прибалтийского военного округа |
| Безверхний, Александр Георгиевич  | род. 1950  | 2004                   | Руководитель Департамента военной контрразведки ФСБ России |
| Беззубиков, Алексей Степанович    | род. 1965  | 18.3.2021              | Заместитель директора Федеральной службы войск национальной гвардии Российской Федерации — главнокомандующего войсками национальной гвардии Российской Федерации                                       |
| Безотосов, Алексей Ильич          | 1923—2004  | 30.4.1982              | Начальник штаба — первый заместитель командующего войсками Московского военного округа |
| Безхребтый, Михаил Иванович       | 1923—2015  | 5.5.1978               | Начальник кафедры Военной академии Генерального штаба Вооружённых сил СССР имени К. Е. Ворошилова |
| Беков, Сергей Мажитович           | род. 1939  | 1998                   | Генерал-полковник таможенной службы, начальник управления организации таможенной службы ГТК России |
| Белановский, Владимир Валерьевич  | род. 1965  |                        | Заместитель директора Федеральной службы охраны Российской Федерации — руководитель Службы специальной связи и информации                                                                              |
| Белецкий, Иван Ильич              | 1921—2008  | 4.11.1973              | Первый заместитель начальника Главного штаба Сухопутных войск |
| Белов, Иван Михайлович            | 1905—1961  | 18.2.1958              | Генерал-полковник авиации, заместитель начальника Главного оперативного управления Генерального штаба Вооружённых сил СССР                                                                             |
| Белов, Павел Алексеевич           | 1897—1962  | 26.7.1944              | Командующий 61-й армией 1-го Прибалтийского фронта |
| Белокосков, Василий Евлампиевич   | 1898—1961  | 11.5.1944              | Заместитель начальника тыла Красной Армии |
| Белоножко, Пётр Иванович          | 1928—2024  | 3.11.1983              | Генерал-полковник авиации, первый заместитель Главнокомандующего ВВС |
| Белоножко, Степан Ефимович        | 1919—1978  | 29.4.1970              | Командующий войсками Туркестанского военного округа |
| Бельченко, Сергей Саввич          | 1902—2002  | 18.2.1958              | Заместитель Председателя КГБ СССР |
| Белявский, Виталий Андреевич      | 1903—1977  | 18.02.1958             | Начальник штаба — первый заместитель командующего войсками Одесского военного округа |
| Беляев, Валерий Николаевич        | 1943—2003  | 10.6.1994              | Начальник штаба Воздушно-десантных войск |
| Беляев, Евгений Анатольевич       | 1938—2013  |                        | Первый заместитель председателя Государственной технической комиссии при Президенте Российской Федерации                                                                                               |
| Беляков, Александр Николаевич     | род. 1950  | 2007                   | Заместитель директора ФСО России |
| Берзарин, Николай Эрастович       | 1904—1945  | 20.4.1945              | Командующий 5-й ударной армией 1-го Белорусского фронта |
| Беседа, Сергей Орестович          | род. 1954  |                        | Руководитель Службы оперативной информации и международных связей ФСБ России |
| Бессмертный, Григорий Антонович   | род. 1935  | 15.10.1990             | Главный военный советник на Кубе |
| Беспалов, Александр Александрович | 1943—1999  |                        | Заместитель Главнокомандующего Пограничными войсками Российской Федерации |
| Бессчастнов, Тимофей Андреевич    | 1893—1948  | 22.8.1944              | Генерал-полковник артиллерии |
| Бирюков, Николай Иванович         | 1901—1974  | 24.4.1944              | Генерал-полковник танковых войск, член Военного совета бронетанковых и механизированных войск РККА |
| Бисярин, Василий Зиновьевич       | 1912—1969  | 21.9.1967              | Командующий войсками Прикарпатского военного округа |
| Блинов, Николай Михайлович        | род. 1937  | 17.6.2000              | Генерал-полковник таможенной службы, начальник Российской таможенной академии |
| Бобылев, Сергей Андреевич         | 1922—2017  | 28.10.1976             | Член Военного совета — начальник политуправления Войск ПВО страны |
| Богатырёв, Иван Тимофеевич        | 1924—2006  | 3.11.1982              | Генерал-полковник внутренней службы, заместитель министра внутренних дел СССР |
| Богданов, Анатолий Анатольевич    | 1945—2018  |                        | Заместитель начальника Генерального штаба Вооружённых Сил Российской Федерации |
| Богдановский, Николай Васильевич  | род. 1957  | 13.12.2012             | Заместитель Главнокомандующего Сухопутными войсками — начальник Главного управления боевой подготовки Сухопутных войск                                                                                 |
| Богданчиков, Валентин Алексеевич  | род. 1944  |                        | Первый заместитель начальника Главного управления международного сотрудничества Министерства обороны Российской Федерации                                                                              |
| Боголюбов, Александр Николаевич   | 1900—1956  | 17.2.1945              | Начальник штаба 2-го Белорусского фронта |
| Бойко, Сергей Михайлович          | род. 1964  | 29.3.2023              | Командующий войсками Уральского округа войск национальной гвардии Российской Федерации |
| Бойко, Николай Макарович          | 1937—2014  | 29.4.1991              | Член Военного совета — начальник политуправления Белорусского военного округа |
| Болдин, Иван Васильевич           | 1892—1965  | 15.7.1944              | Командующий 50-й армией 3-го Белорусского фронта |
| Бологов, Виталий Игнатьевич       | 1938—2003  | 14.11.1992             | Начальник Главного организационно-мобилизационного управления — заместитель начальника Генерального штаба Вооружённых Cил Российской Федерации                                                         |
| Болховитин, Евгений Васильевич    | род. 1946  | 1998                   | Командующий войсками Северо-Кавказского пограничного округа |
| Болятко, Виктор Анисимович        | 1906—1965  | 25.5.1959              | Начальник 12-го Главного управления Министерства обороны СССР |
| Бондарев, Виктор Николаевич       | род. 1959  | 11.8.2014              | Главнокомандующий Военно-воздушными силами Воздушно-Космических Сил |
| Бордзиловский, Юрий Вячеславович  | 1900—1983  | 7.7.1954               | Генерал-полковник инженерных войск, начальник Генерального штаба вооружённых сил Польской Народной Республики — заместитель министра обороны ПНР                                                       |
| Бордюжа, Николай Николаевич       | род. 1949  | 27.5.1995              | Заместитель директора ФПС России |
| Борисов, Александр Петрович       | 1921—1985  | 5.5.1976               | Генерал-полковник войск связи, начальник Военной академии связи имени С. М. Будённого |
| Борисов, Григорий Григорьевич     | 1924—2019  | 2.11.1981              | Командующий Центральной группой войск |
| Боровых, Андрей Егорович          | 1921—1989  | 19.2.1968              | Генерал-полковник авиации, командующий 11-й отдельной армией ПВО |
| Борсук, Анатолий Фёдорович        | род. 1930  | 29.10.1984             | Генерал-полковник авиации, заместитель Главнокомандующего ВВС по боевой подготовке |
| Борукаев, Олег Борисович          | род. 1965  | 10.6.2017              | Заместитель директора Федеральной службы войск национальной гвардии Российской Федерации — главнокомандующего войсками национальной гвардии Российской Федерации                                       |
| Бочков, Борис Викторович          | 1924—1991  | 13.2.1976              | Генерал-полковник авиации, командующий войсками Московского округа ПВО |
| Бошняк, Юрий Михайлович           | 1930—2004  | 30.10.1981             | Генерал-полковник артиллерии (с 26.04.1984 — генерал-полковник), начальник Военной командной академии противовоздушной обороны имени Маршала Советского Союза Г. К. Жукова                             |
| Брагин, Александр Александрович   | род. 1954  | 2007                   | Руководитель Службы по защите конституционного строя и борьбе с терроризмом ФСБ России |
| Брайко, Пётр Игнатьевич           | 1902—1994  | 26.11.1956             | Генерал-полковник авиации, заместитель начальника Главного штаба ВВС |
| Бритвин, Николай Николаевич       | род. 1954  | 2010                   | Начальник управления ФСБ России по Ростовской области |
| Бувальцев, Иван Александрович     | род. 1958  | 22.02.2019             | Начальник Главного управления боевой подготовки Вооружённых Сил Российской Федерации |
| Будников, Александр Викторович    | 1951—2023  | 2008                   | Главный инспектор — координатор Главного командования ВВ МВД России |
| Буков, Александр Иванович         | 1915—1984  | 2.11.1972              | Начальник политотдела Генерального штаба Вооружённых сил СССР |
| Букреев, Юрий Дмитриевич          | род. 1941  | 18.12.1991             | Начальник Главного штаба Сухопутных войск |
| Булавин, Владимир Иванович        | род. 1953  | 2007                   | Заместитель директора ФСБ России |
| Буланкин, Виктор Сергеевич        | род. 1935  | 17.2.1988              | Генерал-полковник авиации, командующий ВВС войск Западного направления |
| Булгаков, Владимир Васильевич     | род. 1949  | 9.06.2001              | Первый заместитель командующего войсками — начальник штаба Северо-Кавказского военного округа |
| Булганин, Николай Александрович   | 1895—1975  | 26.11.1958             | Председатель Совета Министров СССР, понижен из Маршалов Советского Союза |
| Булыга, Андрей Михайлович         | род. 1968  | 9.12.2024              | заместитель Министра обороны Российской Федерации по материально-техническому обеспечению |
| Булычёв, Иван Тимофеевич          | 1897—1999  | 27.6.1945              | Генерал-полковник войск связи, начальник управления связи Центральной группы войск |
| Бунин, Сергей Викторович          | род. 1956  | 7.6.2007               | Начальник Главного штаба — первый заместитель главнокомандующего ВВ МВД России |
| Буравков, Игорь Евгеньевич        | род. 1935  | 1.11.1989              | Генерал-полковник авиации, инспектор ВВС Главной инспекции Министерства обороны СССР |
| Буравлев, Сергей Михайлович       | род. 1953  | 2006                   | Заместитель директора ФСБ России |
| Бураков, Сергей Дмитриевич        | род. 1970  | 5.5.2025               | |
| Бурдейный, Алексей Семёнович      | 1908—1987  | 9.5.1961               | Первый заместитель командующего войсками Белорусского военного округа |
| Бурденко, Николай Нилович         | 1876—1946  | 25.5.1944              | Генерал-полковник медицинской службы, главный хирург РККА |
| Бурдинский, Евгений Владимирович  | род. 1960  | 12.12.2019             | Начальник Главного организационно-мобилизационного управления Генерального штаба Вооруженных Сил Российской Федерации — заместитель начальника Генерального штаба Вооруженных Сил Российской Федерации |
| Бурлака, Андрей Иванович          | род. 1965  |                        | Первый заместитель руководителя Пограничной службы Федеральной службы безопасности Российской Федерации                                                                                                |
| Бурлаков, Матвей Прокопьевич      | 1935—2011  | 27.10.1988             | Командующий Южной группой войск |
| Бутин, Александр Викторович       | род. 1957  | 9.11.2012              | Первый заместитель главнокомандующего внутренними войсками МВД России |
| Бутков, Василий Васильевич        | 1900—1981  | 18.2.1958              | Генерал-полковник танковых войск, старший военный советник в Чехословакии |
| Бурутин, Герман Александрович     | 1928—2017  |                        | Первый заместитель начальника Главного оперативного управления Генерального штаба Вооружённых сил СССР                                                                                                 |
| Бызов, Борис Ефимович             | 1920—2012  | 22.2.1983              | Начальник Военно-топографического управления Генерального штаба Вооружённых сил СССР |
| Быков, Андрей Петрович            | род. 1939  |                        | Заместитель директора ФСБ России |
| Быков, Игорь Юрьевич              | род. 1954  | 12.12.2005             | Генерал-полковник медицинской службы, начальник Главного военно-медицинского управления Министерства обороны Российской Федерации                                                                      |
| Быченко, Василий Ильич            | 1920—1999  | 1.11.1980              | Начальник политуправления военно-строительных частей Министерства обороны СССР |

## В
| Фамилия, имя, отчество                   | Годы жизни | Дата присвоения звания | Занимаемая должность на момент присвоения звания |
| ---------------------------------------- | ---------- | ---------------------- | --- |
| Валиев, Мансур Масгутович                | род. 1950  | 2003                   | Начальник Забайкальского регионального управления Федеральной пограничной службы Российской Федерации                                                              |
| Валынкин, Игорь Николаевич               | род. 1942  | 1998                   | Начальник 12-го Главного управления Министерства обороны Российской Федерации                                                                                      |
| Ваничкин, Михаил Георгиевич              | род. 1956  | 2013                   | Генерал-полковник полиции, заместитель министра внутренних дел Российской Федерации                                                                                |
| Ванников, Борис Львович                  | 1897—1962  | 18.11.1944             | Генерал-полковник инженерно-артиллерийской службы, Народный комиссар боеприпасов СССР                                                                              |
| Вариченко, Сергей Иванович               | 1928—1991  | 31.10.1986             | Заместитель Главнокомандующего Сухопутными войсками по вузам — начальник вузов Сухопутных войск                                                                    |
| Васенин, Вячеслав Александрович          | род. 1943  | 1995                   | Заместитель главнокомандующего РВСН по тылу — начальник тыла РВСН                                                                                                  |
| Васильев, Владимир Абдуалиевич           | род. 1949  | 1998                   | Генерал-полковник милиции, заместитель министра внутренних дел Российской Федерации                                                                                |
| Васильев, Геннадий Борисович             | 1944—2021  | 2000                   | Командующий Московским округом ВВС и ПВО |
| Васильев, Иван Дмитриевич                | 1894—1964  | 18.02.1958             | Генерал-полковник танковых войск, старший военный советник начальника Военной академии Национальной народной армии ГДР                                             |
| Вашкевич, Владимир Романович             | 1900—1970  | 31.05.1954             | Старший военный советник в вооружённых силах Польской Народной Республики                                                                                          |
| Верёвкин-Рахальский, Владимир Николаевич | 1925—2005  | 1.11.1980              | Первый заместитель командующего войсками Забайкальского военного округа                                                                                            |
| Вертелко, Иван Петрович                  | 1926—2021  |                        | Первый заместитель начальника Главного управления пограничных войск КГБ СССР                                                                                       |
| Вертелов, Константин Михайлович          | 1923—1997  | 30.10.1981             | Генерал-полковник-инженер, первый заместитель начальника строительства и расквартирования войск Министерства обороны СССР                                          |
| Верховцев, Владимир Николаевич           | род. 1955  | 2007                   | Начальник 12-го Главного управления Министерства обороны Российской Федерации                                                                                      |
| Викторов, Александр Григорьевич          | 1925—2003  | 25.05.1992             | Начальник войск Северо-Западного пограничного округа Министерства безопасности Российской Федерации                                                                |
| Виноградов, Василий Иванович             | 1895—1967  | 11.05.1944             | Первый заместитель начальника Главного управления тыла Красной Армии                                                                                               |
| Вишенков, Владимир Михайлович            | 1922—2003  | 25.04.1975             | Командующий 27-й гвардейской ракетной Витебской Краснознамённой армией РВСН                                                                                        |
| Вишневский, Александр Александрович      | 1906—1975  | 22.02.1963             | Генерал-полковник медицинской службы, главный хирург Министерства обороны СССР, директор Института хирургии имени А. В. Вишневского АМН СССР                       |
| Власов, Александр Владимирович           | 1932—2002  | 30.10.1987             | Министр внутренних дел СССР |
| Власов, Валентин Александрович           | 1947—2017  |                        | Начальник Академии ФСБ России |
| Власов, Виктор Владимирович              | 1950—2008  | 2004                   | Заместитель начальника Службы расквартирования и обустройства Министерства обороны Российской Федерации                                                            |
| Внуков, Евгений Михайлович               | род. 1951  |                        | Командующий войсками Северо-Кавказского регионального командования внутренних войск МВД России                                                                     |
| Вобликов, Анатолий Алексеевич            | 1931—2006  | 1.11.1989              | Заместитель Главнокомандующего Войсками ПВО по тылу — начальник тыла Войск ПВО                                                                                     |
| Вожакин, Михаил Георгиевич               | род. 1952  | 2005                   | Начальник Главного управления кадров Министерства обороны Российской Федерации                                                                                     |
| Вознюк, Василий Иванович                 | 1907—1976  | 8.8.1955               | Генерал-полковник артиллерии, начальник Государственного Центрального полигона Министерства обороны СССР                                                           |
| Войтенко, Виктор Петрович                | род. 1951  |                        | Командующий войсками Забайкальского пограничного округа ФПС России                                                                                                 |
| Волков, Александр Петрович               | 1934—2014  | 03.05.1989             | Первый заместитель Главнокомандующего РВСН |
| Волков, Анатолий Васильевич              | 1913—1986  | 29.04.1970             | Начальник Главного организационно-мобилизационного управления — заместитель начальника Генерального штаба Вооружённых Сил СССР                                     |
| Волков, Василий Петрович                 | род. 1947  |                        | Секретарь Совета министров обороны государств-участников СНГ |
| Волков Владимир Иванович                 | 1900—1988  | 18.2.1958              | Генерал-полковник инженерно-технической службы, начальник Военно-воздушной инженерной академии имени Н. Е. Жуковского                                              |
| Волков, Владимир Леонидович              | род. 1945  |                        | Начальник службы организационно-кадровой работы Службы внешней разведки Российской Федерации                                                                       |
| Волкогонов, Дмитрий Антонович            | 1928—1995  | 1986                   | Заместитель начальника Главного политического управления СА и ВМФ                                                                                                  |
| Волкотрубенко, Иван Иванович             | 1898—1986  | 18.11.1944             | Генерал-полковник артиллерии, начальник организационно-планового управления — заместитель начальника Главного артиллерийского управления НКО СССР                  |
| Волобуев, Николай Анатольевич            | род. 1952  |                        | Заместитель руководителя ФТС России |
| Вольский, Василий Тимофеевич             | 1897—1946  | 26.10.1944             | Генерал-полковник танковых войск, командующий 5-й гвардейской танковой армией 1-го Прибалтийского фронта                                                           |
| Воробьёв, Василий Васильевич             | род. 1946  | 19.04.1993             | Начальник Главного управления военного бюджета и финансирования Министерства обороны Российской Федерации                                                          |
| Воробьёв, Сергей Ильич                   | 1895—1983  | 22.01.1944             | Генерал-полковник береговой службы, начальник Главного управления тыла РККФ                                                                                        |
| Воробьёв, Эдуард Аркадьевич              | род. 1938  | 27.10.1988             | Командующий Центральной группой войск |
| Воронов, Владимир Иванович               | 1923—2006  | 25.10.1979             | Генерал-полковник авиации, командующий ВВС Краснознамённого Черноморского флота                                                                                    |
| Воронцов, Герман Фёдорович               | 1907—1993  | 16.6.1965              | Заместитель начальника 10-го управления Генерального штаба Вооружённых Сил СССР                                                                                    |
| Воронцов, Юрий Константинович            | 1931—1993  | 17.2.1988              | Начальник Центрального управления военных сообщений Министерства обороны СССР                                                                                      |
| Востров, Владимир Андреевич              | 1929—2006  | 3.2.1984               | Начальник Главного управления военно-учебных заведений Министерства обороны СССР                                                                                   |
| Востротин, Валерий Александрович         | 1952—2024  | 25.2.1998              | Заместитель министра Российской Федерации по делам гражданской обороны, чрезвычайным ситуациям и ликвидации последствий стихийных бедствий                         |
| Вострухов, Владимир Иванович             | 1895—1971  | 29.5.1945              | Начальник тыла 2-го Украинского фронта |
| Вотинцев, Юрий Всеволодович              | 1919—2005  | 25.4.1975              | Генерал-полковник артиллерии, командующий Войсками противоракетной и противокосмической обороны Войск ПВО страны                                                   |
| Высоцкий, Евгений Васильевич             | 1947—2011  | 19.4.1993              | Начальник Главного управления кадров Министерства обороны Российской Федерации — заместитель министра обороны Российской Федерации                                 |
| Вьюнов, Владимир Исаевич                 | род. 1947  |                        | Командующий войсками Северо-Западного пограничного округа (с января 2002 — Генерал-полковник таможенной службы, начальник Северо-Западного таможенного управления) |

## Г
| Фамилия, имя, отчество                | Годы жизни | Дата присвоения звания | Занимаемая должность на момент присвоения звания |
| ------------------------------------- | ---------- | ---------------------- | --- |
| Гаджимагомедов, Станислав Исрапилович |            | 21.2.2025              | |
| Гайворонский, Федот Филиппович        | 1918—2013  | 27.10.1977             | Заместитель начальника Военной академии Генерального штаба Вооружённых сил СССР им. К. Е. Ворошилова по научной работе                              |
| Гайдаенко, Иван Дмитриевич            | 1919—2023  | 15.12.1972             | Генерал-полковник авиации, начальник Государственного научно-исследовательского института ВВС имени В. П. Чкалова                                   |
| Галимов, Искандер Галимзянович        | род. 1950  | 22.02.2009             | Генерал-полковник милиции, начальник департамента уголовного розыска МВД России                                                                     |
| Галкин, Александр Александрович       | 1935—2002  | 16.08.1989             | Начальник Главного автобронетанкового управления Министерства обороны Российской Федерации                                                          |
| Галкин, Александр Викторович          | род. 1958  | 11.06.2011             | Командующий войсками Южного военного округа |
| Галицкий, Иван Павлович               | 1897—1987  | 20.04.1945             | Генерал-полковник инженерных войск, заместитель командующего — начальник инженерных войск 1-го Украинского фронта                                   |
| Гастилович, Антон Иосифович           | 1902—1975  | 25.05.1959             | Заместитель начальника Военной академии Генерального штаба Вооружённых сил СССР                                                                     |
| Гафаров, Виктор Сергеевич             | 1942—2005  |                        | Первый заместитель главнокомандующего внутренними войсками МВД России                                                                               |
| Гашков, Иван Андреевич                | 1928—2003  | 16.12.1982             | Начальник штаба — первый заместитель командующего войсками Белорусского военного округа                                                             |
| Генералов, Леонид Евстафьевич         | 1937—1991  | 25.04.1990             | Первый заместитель командующего войсками Прикарпатского военного округа                                                                             |
| Герасимов, Антон Владимирович         | 1900—1979  | 26.11.1956             | Генерал-полковник артиллерии, заместитель Главнокомандующего Войсками ПВО по радиотехническим войскам                                               |
| Герасимов, Владимир Иванович          | 1931—2021  | 18.2.1985              | Командующий 31-й ракетной армией РВСН |
| Герчик, Константин Васильевич         | 1918—2001  | 13.2.1976              | Командующий 50-й ракетной армией РВСН |
| Гичкин, Геннадий Павлович             | 1942—2016  | 14.11.1992             | Начальник связи Вооружённых Сил Российской Федерации — заместитель начальника Генерального штаба Вооружённых Сил Российской Федерации               |
| Глаголев, Василий Васильевич          | 1896—1947  | 15.7.1944              | Командующий 31-й армией 3-го Белорусского фронта |
| Гладуш, Иван Дмитриевич               | 1929—2018  | 29.04.1985             | Генерал-полковник внутренней службы, Министр внутренних дел Украинской ССР                                                                          |
| Глебов, Иван Семёнович                | 1903—1993  | 18.02.1958             | Начальник кафедры оперативного искусства Военной академии Генерального штаба Вооружённых сил СССР                                                   |
| Гоглидзе, Сергей Арсентьевич          | 1901—1953  | 9.07.1945              | Начальник Управления Народного комиссариата государственной безопасности СССР по Хабаровскому краю                                                  |
| Голендеева, Татьяна Николаевна        | род. 1956  | 22.2.2017              | Генерал-полковник таможенной службы, заместитель руководителя Федеральной таможенной службы                                                         |
| Голлоев, Игорь Дмитриевич             | род. 1965  | 12.12.2017             | Командующий Уральским округом войск Национальной гвардии Российской Федерации                                                                       |
| Головкин, Василий Яковлевич           | 1909—1986  | 19.2.1968              | Член Военного Совета — начальник политуправления Киевского военного округа                                                                          |
| Головкин, Николай Владимирович        | род. 1953  | 2008                   | Генерал-полковник милиции (с 14.04.2011 — генерал-полковник полиции), начальник Главного управления МВД России по Московский области                |
| Головко, Александр Валентинович       | род. 1964  | 10.6.2017              | Командующий космическими войсками — заместитель главнокомандующего Воздушно-космическими силами                                                     |
| Головнев, Анатолий Андреевич          | род. 1942  | 19.4.1993              | Начальник Главного управления боевой подготовки — заместитель главнокомандующего Сухопутными войсками                                               |
| Головченко, Иван Харитонович          | 1918—1992  | 1977                   | Министр внутренних дел Украинской ССР |
| Голубев, Архип Тихонович              | 1910—1987  | 7.5.1966               | Начальник тыла Группы советских войск в Германии — заместитель Главнокомандующего ГСВГ                                                              |
| Голубев, Иван Иванович                | 1949—2003  | 21.5.1999              | Генерал-полковник милиции, заместитель министра внутренних дел Российской Федерации                                                                 |
| Голубев, Сергей Васильевич            | 1923—2007  | 30.10.1978             | Генерал-полковник авиации, командующий ВВС Прибалтийского военного округа                                                                           |
| Голубец, Павел Васильевич             | 1947—2022  | 1996                   | Заместитель министра внутренних дел Российской Федерации                                                                                            |
| Голушко, Иван Макарович               | 1921—2008  | 28.4.1975              | Начальник штаба Тыла Вооружённых сил СССР |
| Голушко, Николай Михайлович           | 1937—2025  | 08.11.1992             | Первый заместитель министра безопасности Российской Федерации                                                                                       |
| Гольбах, Александр Васильевич         | род. 1945  | 1995                   | Командующий Дальневосточным пограничным округом |
| Гончаров, Владимир Андреевич          | 1919—1999  | 13.02.1976             | Первый заместитель начальника Главного управления кадров Министерства обороны СССР                                                                  |
| Гончаров, Леонид Михайлович           | 1925—1986  | 30.10.1978             | Генерал-полковник артиллерии, командующий 4-й отдельной армией ПВО                                                                                  |
| Гончаров, Николай Васильевич          | 1930—1997  | 27.10.1988             | Член Военного Совета — начальник политуправления Прикарпатского военного округа                                                                     |
| Гончаров, Павел Поликарпович          | 1900—1970  | 22.2.1963              | Генерал-полковник медицинской службы, начальник Военно-медицинской академии имени С. М. Кирова                                                      |
| Горбатюк, Евгений Михайлович          | 1914—1978  | 25.10.1967             | Генерал-полковник авиации, командующий ВВС Московского военного округа                                                                              |
| Горбовский, Дмитрий Васильевич        | 1907—1978  | 25.10.1967             | Генерал-полковник технических войск, начальник Военной академии химической защиты Министерства обороны СССР                                         |
| Горбунов, Иван Владимирович           | 1924—2001  | 3.11.1983              | Генерал-полковник авиации, командующий 37-й воздушной армией Верховного Главного командования стратегического назначения                            |
| Горбунов, Юрий Сергеевич              | род. 1950  | 2008                   | Генерал-полковник юстиции, статс-секретарь — заместитель директора ФСБ России                                                                       |
| Гордиенко, Владимир Васильевич        | род. 1952  | 2008                   | Генерал-полковник милиции (с 20.04.2011 — генерал-полковник полиции), начальник Академии управления МВД России                                      |
| Гордиенко, Вячеслав Митрофанович      | 1929—1996  | 30.10.1981             | Первый заместитель главнокомандующего войсками Группы советских войск в Германии                                                                    |
| Гордов, Василий Николаевич            | 1896—1950  | 9.9.1943               | Командующий 33-й армией Западного фронта |
| Горелов, Сергей Дмитриевич            | 1920—2009  | 4.11.1973              | Генерал-полковник авиации, командующий 14-й воздушной армией Прикарпатского военного округа                                                         |
| Гореловский, Иван Иванович            | 1942—2021  |                        | Заместитель директора СВР России |
| Горный, Артём Григорьевич             | 1912—1986  | 21.2.1969              | Генерал-полковник юстиции, Главный военный прокурор СССР                                                                                            |
| Горовой, Александр Владимирович       | род. 1960  | 12.6.2013              | Генерал-полковник полиции, первый заместитель министра внутренних дел Российской Федерации                                                          |
| Городовиков, Ока Иванович             | 1879—1960  | 4.6.1940               | Инспектор кавалерии РККА |
| Горохов, Алексей Фёдорович            | 1892—1963  | 31.5.1954              | Генерал-полковник артиллерии, начальник зенитной артиллерии Войск ПВО страны                                                                        |
| Горчаков, Пётр Андреевич              | 1917—2002  | 15.12.1972             | Член Военного совета РВСН — начальник Политического управления РВСН                                                                                 |
| Горьков, Юрий Александрович           | 1928—2005  | 29.4.1983              | Начальник штаба — первый заместитель командующего войсками Московского округа ПВО                                                                   |
| Горюнов, Сергей Кондратьевич          | 1899—1967  | 25.3.1944              | Генерал-полковник авиации, командующий 69-й воздушной армией 3-го Украинского фронта                                                                |
| Горяинов, Алексей Семёнович           | 1934—2024  | 30.10.1986             | Заместитель Главнокомандующего ВВС по военно-учебным заведениям                                                                                     |
| Грабин, Василий Гаврилович            | 1900—1980  | 30.3.1945              | Генерал-полковник технических войск, начальник и главный конструктор Центрального артиллерийского конструкторского бюро                             |
| Гребенников, Николай Данилович        | 1915—1998  | 14.2.1978              | Генерал-полковник-инженер, заместитель Главнокомандующего Войсками ПВО страны                                                                       |
| Гребенюк, Владимир Иванович           | 1936—2024  | 29.4.1991              | Член Военного совета — начальник политуправления Западной группы войск                                                                              |
| Греков, Владимир Александрович        | 1912—1990  | 21.2.1969              | Член Военного Совета — начальник политуправления Белорусского военного округа                                                                       |
| Греков, Юрий Павлович                 | 1943—2024  | 1992                   | Командующий войсками Уральского военного округа |
| Грехов, Юрий Николаевич               | род. 1962  | 11.6.2021              | Заместитель главнокомандующего Воздушно-космическими силами — командующий Войсками противовоздушной и противоракетной обороны                       |
| Грендаль, Владимир Давыдович          | 1884—1940  | 4.6.1940               | Генерал-полковник артиллерии, заместитель начальника Главного артиллерийского управления и председатель Артиллерийского комитета РККА               |
| Гречко, Степан Наумович               | 1910—1977  | 1963                   | Генерал-полковник авиации, первый заместитель командующего Московским округом ПВО                                                                   |
| Гречушкин, Николай Николаевич         | род. 1969  | ??.6.2022              | Заместитель Министра Российской Федерации по делам гражданской обороны, чрезвычайным ситуациям и ликвидации последствий стихийных бедствий          |
| Григоренко, Григорий Фёдорович        | 1918—2007  | 16.12.1982             | Начальник Второго Главного управления — заместитель председателя КГБ СССР                                                                           |
| Григоров, Сергей Иванович             | род. 1946  | 1997                   | Начальник Главного управления экологической безопасности Министерства обороны Российской Федерации                                                  |
| Григорьев, Александр Андреевич        | 1949—2008  | 1999                   | Заместитель директора ФСБ России |
| Григорьев, Михаил Григорьевич         | 1917—1981  | 19.02.1968             | Первый заместитель Главнокомандующего РВСН |
| Гринкевич, Дмитрий Александрович      | 1923—2009  | 13.2.1976              | Начальник Главного штаба Сухопутных войск |
| Грицан, Виталий Фёдорович             | 1946—2022  |                        | Председатель Совета командующих пограничными войсками стран СНГ                                                                                     |
| Гришин, Виктор Иванович               | 1936—2018  | 7.5.1987               | Командующий войсками Прибалтийского военного округа                                                                                                 |
| Гришин, Иван Тихонович                | 1901—1951  | 10.3.1945              | Командующий 49-й армией 2-го Белорусского фронта |
| Громадин, Михаил Степанович           | 1899—1962  | 17.11.1943             | Командующий Западным фронтом ПВО |
| Громов, Борис Всеволодович            | род. 1943  | 7.5.1989               | Командующий войсками Киевского военного округа |
| Громов, Михаил Михайлович             | 1899—1985  | 19.8.1944              | Генерал-полковник авиации, начальник Главного Управления боевой подготовки фронтовой авиации ВВС                                                    |
| Груднов, Игорь Сергеевич              | 1958—2018  | 12.12.2017             | Командующий Восточным округом войск Национальной гвардии Российской Федерации                                                                       |
| Грушевой, Константин Степанович       | 1906—1982  | 27.10.1967             | Начальник политуправления Московского военного округа                                                                                               |
| Грушко, Виктор Фёдорович              | 1930—2001  | 13.4.1991              | Первый заместитель Председателя КГБ СССР |
| Грызлов, Анатолий Алексеевич          | 1904—1974  | 26.11.1956             | Заместитель начальника Главного оперативного управления Генерального штаба Вооруженных сил СССР                                                     |
| Грязнов, Николай Викторович           | 1930—2000  | 25.4.1990              | Начальник Главного квартирно-эксплуатационного управления — заместитель начальника строительства и расквартирования войск Министерства обороны СССР |
| Губин, Иван Архипович                 | 1922—1982  | 30.10.1978             | член Военного Совета — начальник политуправления Прибалтийского военного округа                                                                     |
| Гудзь, Павел Данилович                | 1919—2008  | 18.2.1985              | начальник Военной академии бронетанковых войск имени Маршала Советского Союза Р. Я. Малиновского                                                    |
| Гулаев, Николай Дмитриевич            | 1918—1985  | 15.12.1972             | Генерал-полковник авиации, командующий 10-й отдельной армией ПВО                                                                                    |
| Гуляев, Сергей Арсентьевич            | 1918—2000  | 22.2.1971              | Генерал-полковник авиации, командующий ВВС Балтийского флота                                                                                        |
| Гуринов, Иван Михайлович              | 1920—1983  | 4.11.1973              | Генерал-полковник артиллерии, командующий зенитными ракетными войсками Войск ПВО страны                                                             |
| Гуров, Николай Николаевич             | род. 1950  |                        | Первый заместитель директора Федеральной службы железнодорожных войск российской Федерации — командующего Железнодорожными войсками                 |
| Гурьянов, Григорий Георгиевич         | 1901—1987  | 19.8.1944              | Генерал-полковник авиации, заместитель командующего Авиацией дальнего действия по политической части                                                |
| Гусев, Дмитрий Николаевич             | 1894—1957  | 18.6.1944              | Командующий 21-й армией 3-го Белорусского фронта |
| Гусев, Николай Иванович               | 1897—1962  | 5.5.1945               | Командующий 48-й армией 3-го Белорусского фронта |
| Гусев, Юрий Александрович             | 1935—1992  | 16.8.1989              | Первый заместитель начальника Главного разведывательного управления Генерального штаба ВС СССР                                                      |
| Гутин, Борис Михайлович               | род. 1953  | 23.10.2002             | Генерал-полковник таможенной службы, заместитель председателя Государственного таможенного комитета                                                 |

## Д
| Фамилия, имя, отчество            | Годы жизни | Дата присвоения звания | Занимаемая должность на момент присвоения звания |
| --------------------------------- | ---------- | ---------------------- | --- |
| Давидков, Виктор Иосифович        | 1913—2001  | 7.5.1960               | Генерал-полковник авиации, командующий 76-й воздушной армией Ленинградского военного округа                                                                |
| Давыдов, Руслан Валентинович      | род. 1960  | 22.2.2017              | Генерал-полковник таможенной службы, первый заместитель руководителя Федеральной таможенной службы                                                         |
| Дагаев, Николай Павлович          | 1901—1988  | 27.4.1962              | Генерал-полковник авиации, генерал-инспектор по ВВС и ПВО                                                                                                  |
| Дагиров, Шамсутдин Шарабутдинович | род. 1958  | 14.06.2012             | Генерал-полковник внутренней службы, начальник Северо-Западного регионального центра МЧС России                                                            |
| Дадонов, Вячеслав Александрович   | род. 1949  | 23.2.2005              | Заместитель главнокомандующего внутренними войсками МВД России по чрезвычайным ситуациям                                                                   |
| Данилевич, Андриан Александрович  | 1921—1995  | 3.2.1984               | Помощник начальника Главного оперативного управления Генерального штаба Вооружённых сил СССР                                                               |
| Данилкин, Владимир Борисович      | 1946—2005  | 2001                   | Начальник войсковой ПВО Вооружённых Сил Российской Федерации                                                                                               |
| Данкевич, Павел Борисович         | 1918—1988  | 25.10.1967             | Заместитель Главнокомандующего РВСН по боевой подготовке — начальник боевой подготовки РВСН                                                                |
| Дашков, Павел Петрович            | род. 1960  | 10.6.2017              | Командующий Центральным округом Войск национальной гвардии Российской Федерации                                                                            |
| Дебалюк, Александр Васильевич     | 1919—2005  | 14.2.1978              | Член Военного совета — начальник политуправления Белорусского военного округа                                                                              |
| Дегтярев, Георгий Ермолаевич      | 1893—1973  | 2.11.1944              | Генерал-полковник артиллерии, командующий артиллерией Карельского фронта                                                                                   |
| Дейнека, Владимир Григорьевич     | род. 1940  | 14.12.1994             | Командующий авиацией ВМФ |
| Дементьев, Алексей Алексеевич     | 1921—1990  | 4.11.1973              | Представитель Главнокомандующего Объединённых Вооруженных Сил Организации Варшавского договора при Главнокомандующем Румынской национальной народной армии |
| Дементьев, Владимир Тимофеевич    | 1920—2008  | 14.2.1978              | Член Военного совета — начальник политуправления Киевского военного округа                                                                                 |
| Дементьев, Пётр Васильевич        | 1907—1977  | 28.10.1976             | Генерал-полковник-инженер, Министр авиационной промышленности СССР                                                                                         |
| Демидов, Алексей Арсеньевич       | род. 1936  | 17.2.1986              | Командующий Южной группой войск |
| Демидов, Пётр Куприянович         | 1912—1967  | 18.2.1958              | Генерал-полковник авиации, начальник Главного штаба Войск ПВО страны                                                                                       |
| Демин, Юрий Георгиевич            | 1945—2020  | 22.12.1997             | Генерал-полковник юстиции, заместитель Генерального прокурора Российской Федерации — Главный военный прокурор                                              |
| Денисов, Владимир Георгиевич      | 1938—2004  | 30.10.1989             | Начальник Главного оперативного управления Генерального штаба Вооружённых сил СССР                                                                         |
| Денисов, Илья Павлович            | род. 1971  | 11.6.2019              | Генерал-полковник внутренней службы, начальник Главного управления МЧС России по г. Москве                                                                 |
| Диков, Сергей Алексеевич          | 1926—2018  | 16.12.1982             | Генеральный штаб Вооружённых сил СССР |
| Дикий, Алексей Александрович      | род. 1974  | 21.2.2023              | Генерал-полковник полиции, министр внутренних дел Донецкой Народной Республики (в составе Российской Федерации)                                            |
| Димидюк, Николай Михайлович       | 1937—2020  | 13.2.1992              | Начальник ракетных войск и артиллерии Сухопутных войск |
| Дмитриев, Владимир Иванович       | 1896—1979  | 8.8.1955               | Генерал-полковник технических войск, начальник Центрального управления военных сообщений Министерства обороны СССР                                         |
| Дмитриев, Владимир Сергеевич      | 1926—2014  | 5.5.1980               | Первый заместитель Главнокомандующего Войсками ПВО |
| Дмитриев, Игорь Михайлович        | 1929—2007  | 29.10.1984             | Генерал-полковник авиации, командующий ВВС Московского военного округа                                                                                     |
| Дмитриев, Михаил Петрович         | 1898—1984  | 31.5.1954              | Генерал-полковник артиллерии, командующий артиллерией Белорусского военного округа                                                                         |
| Добыш, Фёдор Иванович             | 1906—1980  | 27.4.1962              | Командующий 50-й ракетной армией РВСН |
| Дольников, Григорий Устинович     | 1923—1996  | 30.10.1981             | Генерал-полковник авиации, заместитель Главнокомандующего ВВС по военно-учебным заведениям                                                                 |
| Дорофеев, Алексей Николаевич      | род. 1960  |                        | Начальник Управления ФСБ России по Москве и Московской области                                                                                             |
| Дорохин, Вячеслав Михайлович      | род. 1953  |                        | Первый заместитель директора Федеральной пограничной службы                                                                                                |
| Драганов, Валерий Гаврилович      | род. 1951  | 1998                   | Генерал-полковник таможенной службы, председатель Государственного таможенного комитета                                                                    |
| Драгунский, Давид Абрамович       | 1910—1992  | 6.11.1970              | Генерал-полковник танковых войск, начальник Высших офицерских курсов «Выстрел» имени Маршала Советского Союза Б. М. Шапошникова                            |
| Драчев, Павел Иванович            | 1897—1964  | 11.5.1944              | Генерал-полковник интендантской службы, начальник Главного интендантского управления Красной Армии                                                         |
| Дроздов, Николай Фёдорович        | 1862—1953  | 18.11.1944             | Генерал-полковник артиллерии, постоянный член Артиллерийского комитета Главного артиллерийского управления Красной Армии                                   |
| Дронов, Сергей Владимирович       | род. 1962  | 6.6.2023               | Командующий военно-воздушными силами — заместитель главнокомандующего Воздушно-космическими силами Российской Федерации                                    |
| Дружинин, Валентин Васильевич     | 1918—1997  | 29.4.1970              | Генерал-полковник-инженер, заместитель начальника Генерального штаба ВС СССР по автоматизации управления и радиоэлектронной борьбе                         |
| Дружинин, Михаил Иванович         | 1920—1996  | 14.2.1978              | Член Военного совета — начальник политуправления Дальневосточного военного округа                                                                          |
| Дурбажев, Владимир Андреевич      | род. 1949  | 1997                   | Генерал-полковник внутренней службы, заместитель министра внутренних дел Российской Федерации — начальник Тыла МВД России                                  |
| Дутов, Владимир Николаевич        | 1907—1991  | 27.4.1962              | Генерал-полковник интендантской службы, начальник Центрального финансового управления Министерства обороны СССР                                            |
| Духов, Борис Иннокентьевич        | 1937—2011  | 19.10.1988             | Начальник Военной академии противовоздушной обороны Сухопутных войск имени Маршала Советского Союза А. М. Василевского                                     |
| Душин, Николай Алексеевич         | 1919—2001  | 1985                   | Начальник Третьего главного управления КГБ СССР |
| Дюмин, Алексей Геннадьевич        | род. 1972  | 2021                   | Губернатор Тульской области |
| Дяченко, Сергей Владимирович      | род. 1964  | 2021                   | Заместитель директора Федеральной службы охраны Российской Федерации                                                                                       |

## Е
| Фамилия, имя, отчество              | Годы жизни | Дата присвоения звания | Занимаемая должность на момент присвоения звания |
| ----------------------------------- | ---------- | ---------------------- | --- |
| Евневич, Валерий Геннадьевич        | род. 1951  | 11.6.2011              | Помощник министра обороны Российской Федерации |
| Егоров, Михаил Константинович       | род. 1946  | 1993                   | Генерал-полковник милиции, Начальник Главного управления по организованной преступности МВД России — первый заместитель министра внутренних дел Российской Федерации (с 16.10.1998 — первый заместитель председателя Государственного таможенного комитета, Генерал-полковник таможенной службы (12.12.1998)) |
| Егоров, Никита Васильевич           | 1908—1970  | 16.6.1965              | Член Военного совета — начальник политического управления Московского военного округа |
| Егоров, Николай Павлович            | 1907—1976  | 25.10.1967             | Генерал-полковник инженерно-технической службы, начальник 12-го Главного управления Министерства обороны СССР |
| Егоровский, Александр Александрович | 1909—1974  | 7.5.1966               | Командующий войсками Уральского военного округа |
| Еделев, Аркадий Леонидович          | 1952—2020  | 2005                   | Генерал-полковник милиции, заместитель министра внутренних дел Российской Федерации |
| Ежков, Анатолий Павлович            | 1946—2018  |                        | Заместитель директора ФСБ России |
| Елагин, Александр Сидорович         | 1930—1994  | 18.2.1982              | Командующий войсками Одесского военного округа |
| Елисеев, Александр Михайлович       | род. 1955  | 13.12.2012             | Генерал-полковник внутренней службы, начальник Главного управления МЧС России по городу Москве |
| Елисов, Борис Кузьмич               | 1925—1989  | 29.10.1984             | Генерал-полковник внутренней службы, заместитель министра внутренних дел СССР |
| Еремин, Александр Михайлович        | род. 1946  | 1996                   | Заместитель директора ФПС России |
| Ермаков, Анатолий Артемьевич        | род. 1940  | 19.4.1993              | Начальник Военной академии тыла и транспорта |
| Ермаков, Михаил Иванович            | 1919—1994  | 20.04.1984             | Генерал-полковник-инженер, заместитель Председателя КГБ СССР |
| Ермаченков, Василий Васильевич      | 1906—1963  | 5.11.1944              | Генерал-полковник авиации, командующий ВВС Черноморского флота |
| Ерыгин, Сергей Александрович        | род. 1958  | 10.6.2017              | Заместитель директора Федеральной службы войск национальной гвардии Российской Федерации – главнокомандующего войсками национальной гвардии Российской Федерации |
| Ершов, Владислав Александрович      |            | 29.3.2023              | Заместитель директора Федеральной службы войск национальной гвардии Российской Федерации — главнокомандующего войсками национальной гвардии Российской Федерации |
| Ершов, Иван Дмитриевич              | 1921—1995  | 28.10.1977             | начальник штаба Киевского военного округа |
| Есин, Виктор Иванович               | род. 1937  | 1995                   | начальник Главного штаба — первый заместитель главнокомандующего РВСН |
| Ефанов, Вячеслав Васильевич         | род. 1937  | 1989                   | Генерал-полковник авиации, командующий Военно-транспортной авиацией ВВС |
| Ефимов, Павел Иванович              | 1906—1983  | 25.5.1959              | Первый заместитель начальника Главного политического управления СА и ВМФ |

## Ё
| Фамилия, имя, отчество   | Годы жизни | Дата присвоения звания | Занимаемая должность на момент присвоения звания |
| ------------------------ | ---------- | ---------------------- | ------------------------------------------------ |
| Ёлкин, Анатолий Петрович | 1926—2007  | 03.02.1984             | Генерал-полковник авиации                        |

## Ж
| Фамилия, имя, отчество            | Годы жизни | Дата присвоения звания | Занимаемая должность на момент присвоения звания |
| --------------------------------- | ---------- | ---------------------- | --- |
| Жданов, Андрей Александрович      | 1896—1948  | 18.6.1944              | Член Военного совета Ленинградского фронта, первый секретарь Ленинградского обкома и горкома ВКП(б), член Политбюро ЦК ВКП(б)                                  |
| Жданов, Василий Николаевич        | 1896—1956  | 1.3.1946               | Генерал-полковник авиации, командующий 8-й воздушной армии 4-го Украинского фронта                                                                             |
| Жданов, Владимир Иванович         | 1902—1964  | 13.4.1964              | Генерал-полковник танковых войск, старший военный специалист при командующем военным округом Национальной народной армии Германской Демократической Республики |
| Жданов, Николай Николаевич        | 1902—1966  | 8.8.1955               | Генерал-полковник артиллерии, начальник Главного артиллерийского управления Министерства обороны СССР                                                          |
| Жданьков, Александр Иванович      | род. 1947  |                        | Руководитель Контрольной службы ФСБ России |
| Желтов, Алексей Сергеевич         | 1904—1991  | 13.9.1944              | Член Военного совета 3-го Украинского фронта |
| Жеребин, Дмитрий Сергеевич        | 1906—1982  | 9.5.1961               | Командующий 6-й отдельной армией ПВО |
| Жеребцов, Вячеслав Владимирович   | род. 1947  |                        | Начальник Главного организационно-мобилизационного управления — заместитель начальника Генерального штаба Вооружённых Сил Российской Федерации                 |
| Жерихов, Александр Егорович       | род. 1950  | 11.12.2003             | Генерал-полковник таможенной службы, начальник Центрального таможенного управления Государственного таможенного комитета                                       |
| Жидко, Геннадий Валериевич        | 1965—2023  | 11.6.2020              | Командующий войсками Восточного военного округа |
| Жмаченко, Филипп Федосеевич       | 1895—1966  | 29.5.1945              | Командующий 40-й армией 2-го Украинского фронта |
| Жомов, Александр Васильевич       | род. 1953  |                        | Начальник Службы контрразведки ФСБ России |
| Жуковский, Сергей Яковлевич       | 1918—1980  | 19.2.1968              | Генерал-полковник авиации, командующий 26-й воздушной армией Белорусского военного округа                                                                      |
| Журавлёв, Александр Александрович | род. 1965  | 22.2.2017              | Начальник штаба — первый заместитель командующего войсками Южного военного округа                                                                              |
| Журавлёв, Даниил Арсентьевич      | 1900—1974  | 18.11.1944             | Генерал-полковник артиллерии, командующий Особой Московской армией ПВО                                                                                         |
| Журбенко, Владимир Михайлович     | 1939—2006  | 31.12.1993             | Первый заместитель начальника Генерального штаба Вооружённых Сил Российской Федерации                                                                          |

## З
| Фамилия, имя, отчество           | Годы жизни | Дата присвоения звания | Занимаемая должность на момент присвоения звания |
| -------------------------------- | ---------- | ---------------------- | --- |
| Забегайлов, Юрий Петрович        | 1922—2000  | 16.2.1979              | Заместитель Главнокомандующего РВСН по военно-учебным заведениям — начальник вузов РВСН |
| Заварзин Виктор Михайлович       | род. 1948  | 12.6.1999              | Главный военный представитель России при НАТО |
| Завершинский, Владимир Иванович  | 1949—2019  | 2003                   | Первый заместитель директора СВР России |
| Завьялов, Иван Григорьевич       | 1907—1999  | 5.5.1980               | Генеральный штаб Вооружённых сил СССР |
| Зазулин, Николай Афанасьевич     | род. 1934  | 1992                   | Начальник Главного автобронетанкового управления Объединённых Вооружённых Сил СНГ |
| Зайцев, Алексей Николаевич       | 1924—2014  | 22.2.1983              | Первый заместитель командующего войсками Одесского военного округа |
| Закревский, Александр Николаевич | 1929—2004  | 16.12.1982             | Генерал-полковник авиации, командующий ВВС Дальневосточного военного округа |
| Залогин, Юрий Михайлович         | род. 1944  | 1998                   | Начальник Главного управления связи Вооружённых Сил Российской Федерации — заместитель начальника Генерального штаба Вооружённых Сил Российской Федерации                                                    |
| Заостровцев, Юрий Евгеньевич     | род. 1956  | 2004                   | Заместитель директора ФСБ России — руководитель Департамента экономической безопасности |
| Зарицкий, Владимир Николаевич    | род. 1948  | 2003                   | Начальник ракетных войск и артиллерии Сухопутных войск |
| Зарудин, Юрий Фёдорович          | 1923—2020  | 14.2.1978              | Командующий Северной группой войск |
| Заруднев, Евгений Павлович       | 1940—2023  | 18.12.1991             | Заместитель Главнокомандующего ВВС по боевой подготовке |
| Зарудницкий, Владимир Борисович  | род. 1958  | 13.12.2012             | Начальник Главного оперативного управления — первый заместитель начальника Генерального штаба Вооружённых Сил Российской Федерации                                                                           |
| Захаркин, Иван Григорьевич       | 1889—1944  | 18.9.1943              | Заместитель командующего войсками Центрального фронта |
| Захаркин, Сергей Викторович      | род. 1960  | 10.6.2017              | Командующий Северо-Западным округом Войск национальной гвардии |
| Захаров, Виктор Николаевич       | род. 1950  |                        | Начальник управления ФСБ России по городу Москве и Московской области |
| Захаров, Николай Степанович      | 1909—2002  | 9.12.1964              | Первый заместитель Председателя КГБ при Совете Министров СССР |
| Захаров, Сергей Юрьевич          | род. 1967  | 4.6.2022               | Командующий Северо-Кавказским округом войск Национальной гвардии Российской Федерации |
| Захватаев, Никанор Дмитриевич    | 1898—1963  | 8.9.1945               | Командующий 35-й армией 1-го Дальневосточного фронта |
| Зашихин, Гавриил Савельевич      | 1898—1950  | 18.11.1944             | Генерал-полковник артиллерии, командующий Южным фронтом ПВО |
| Зварцев, Александр Михайлович    | 1920—1998  | 25.4.1975              | Заместитель начальника Главного управления кадров Министерства обороны СССР |
| Звинчуков, Николай Иванович      | 1945—2020  | ??.6.1992              | Начальник штаба Закавказского военного округа |
| Зелин, Александр Николаевич      | род. 1953  | 22.2.2005              | Начальник авиации — заместитель Главнокомандующего ВВС по авиации |
| Земцов, Виктор Иванович          | 1946—2008  | 1995                   | Командующий войсками Кавказского особого пограничного округа ФПС России |
| Зибров, Геннадий Васильевич      | род. 1961  | 12.12.2016             | Начальник ФГВОУ ВПО «Военный учебно-научный центр Военно-воздушных сил «Военно-воздушная академия орденов Ленина и Октябрьской революции Краснознамённая имени профессора Н. Е. Жуковского и Ю. А. Гагарина» |
| Зимаков, Владимир Александрович  | род. 1952  |                        | Заместитель директора СВР России |
| Золотарёв, Анатолий Павлович     | 1949—2024  | 23.2.2004              | Генерал-полковник милиции, начальник Главного управления МВД России по Дальневосточному федеральному округу                                                                                                  |
| Золотаревский, Николай Иванович  | 1910—1981  | 30.10.1978             | Генерал-полковник-инженер, Главное управление специального строительства при Министерстве монтажных и специальных работ СССР                                                                                 |
| Золотов, Леонид Сергеевич        | 1941—2019  | 1996                   | Начальник Главного оперативного управления — первый заместитель начальника Генерального штаба Вооружённых Сил Российской Федерации                                                                           |
| Зорин, Виктор Михайлович         | род. 1942  | 1994                   | Первый заместитель директора ФСБ России |
| Зотов, Николай Александрович     | 1923—2010  | 14.2.1985              | Заместитель начальника Главного разведывательного управления Генерального штаба ВС СССР |
| Зубарев, Евгений Александрович   | род. 1960  | 22.2.2017              | Командующий войсками Северо-Кавказского округа войск национальной гвардии |
| Зубов, Игорь Николаевич          | род. 1956  | 1999                   | Генерал-полковник милиции, заместитель министра внутренних дел Российской Федерации |
| Зубрин, Владимир Викторович      | род. 1950  | 2004                   | Генерал-полковник полиции, начальник следственного департамента ФСКН России |
| Зырянов, Павел Иванович          | 1907—1992  | 23.2.1961              | Начальник Главного управления пограничных войск КГБ при Совете Министров СССР |

## И
| Фамилия, имя, отчество         | Годы жизни | Дата присвоения звания | Занимаемая должность на момент присвоения звания                                                                                            |
| ------------------------------ | ---------- | ---------------------- | --- |
| Иванаев, Андрей Сергеевич      |            | 21.2.2025              | |
| Иванов, Александр Алексеевич   | 1929—2012  | 05.11.1985             | Заместитель Главнокомандующего войсками Западного направления по боевой подготовке                                                          |
| Иванов, Александр Анатольевич  | 1940—2024  |                        | Первый заместитель начальника войск связи Вооружённых Сил Российской Федерации                                                              |
| Иванов, Борис Петрович         | 1921—1994  | 29.4.1970              | Командующий Южной группой войск |
| Иванов, Валерий Александрович  | род. 1941  |                        | Начальник Военно-дипломатической академии                                                                                                   |
| Иванов, Виктор Петрович        | род. 1950  |                        | ФСБ России |
| Иванов, Владимир Леонтьевич    | род. 1936  | 1.11.1989              | Начальник космических средств Министерства обороны СССР                                                                                     |
| Иванов, Евгений Васильевич     | 1903—1964  | 7.5.1960               | Первый заместитель начальника Главного штаба Сухопутных войск                                                                               |
| Иванов, Николай Геннадьевич    | 1918—1994  | 27.10.1977             | Генерал-полковник медицинской службы, начальник Военно-медицинской академии им. С. М. Кирова                                                |
| Иванов, Сергей Борисович       | род. 1953  | 2005                   | Министр обороны Российской Федерации |
| Иванов, Станислав Георгиевич   | 1935—2016  | 29.04.1991             | Генерал-полковник авиации, начальник Тыла ВВС                                                                                               |
| Ивашов, Леонид Григорьевич     | род. 1943  |                        | Начальник Главного управления международного военного сотрудничества Министерства обороны Российской Федерации                              |
| Ивин, Владимир Владимирович    | род. 1969  | 30.9.2022              | Генерал-полковник таможенной службы, заместитель руководителя Федеральной таможенной службы                                                 |
| Игнатьев, Михаил Александрович | род. 1952  | 2003                   | Генерал-полковник внутренней службы, заместитель министра внутренних дел Российской Федерации — начальник службы тыла                       |
| Игнащенков, Юрий Юрьевич       | род. 1948  | 2007                   | Начальник Контрольной службы ФСБ России |
| Измайлов, Владимир Макарович   | род. 1943  | 5.5.1995               | Первый заместитель начальника Главного управления Генерального штаба Вооружённых Сил Российской Федерации                                   |
| Илларионов, Игорь Вячеславович | 1913—2008  | 3.2.1984               | Помощник министра обороны СССР |
| Ильин, Иван Владимирович       | 1919—1992  | 22.2.1983              | Центральный аппарат Министерства обороны СССР                                                                                               |
| Ильюшин, Сергей Владимирович   | 1894—1977  | 25.10.1967             | Генерал-полковник инженерно-технической службы, начальник — генеральный конструктор Конструкторского бюро                                   |
| Ильяш, Игорь Анатольевич       | род. 1967  | ??.6.2022              | Заместитель директора Федеральной службы войск национальной гвардии Российской Федерации – главнокомандующего войсками национальной гвардии |
| Инаури, Алексей Николаевич     | 1908—1993  | 27.10.1967             | Председатель КГБ Грузинской ССР |
| Инчин, Евгений Сергеевич       | род. 1958  | 2010                   | Заместитель директора ФПС России — руководитель департамента пограничной охраны                                                             |
| Исаенко, Иван Данилович        | 1918—2006  | 30.4.1982              | Начальник Центрального продовольственного управления Министерства обороны СССР                                                              |
| Истраков, Сергей Юрьевич       | род. 1959  | 21.2.2015              | Начальник Главного штаба Сухопутных войск — первый заместитель Главнокомандующего Сухопутными войсками                                      |

## К
| Фамилия, имя, отчество             | Годы жизни     | Дата присвоения звания | Занимаемая должность на момент присвоения звания |
| ---------------------------------- | -------------- | ---------------------- | --- |
| Кабанов, Павел Алексеевич          | 1897—1987      | 7.5.1960               | Генерал-полковник технических войск, начальник железнодорожных войск Министерства обороны СССР |
| Кабурнеев, Эдуард Валерьевич       | род. 1966      | 8.12.2021              | Генерал-полковник юстиции, первый заместитель Председателя Следственного комитета Российской Федерации |
| Кадыров Рамзан Ахматович           | род. 1976      | 05.10.2022             | Глава Чеченской Республики |
| Каётченко, Георгий Викторович      | род. 1960      | 20.2.2016              | Руководитель Службы специальных объектов при Президенте Российской Федерации |
| Казарцев, Александр Игнатьевич     | 1901—1985      | 18.2.1958              | Командующий Ленинградской Особой армией ПВО Московского округа ПВО |
| Каланда, Владимир Александрович    | род. 1960      | 2.2.2013               | Генерал-полковник полиции, первый заместитель директора ФСКН России |
| Калашник, Михаил Харитонович       | 1903—1974      | 13.4.1964              | Первый заместитель начальника ГлавПУ |
| Калашников, Евгений Владимирович   | 1928—2018      | 17.2.1988              | Начальник Управления ВВС и ПВО Главного оперативного управления Генерального штаба ВС СССР |
| Калинин, Николай Васильевич        | 1937—2008      | 21.10.1986             | Командующий войсками Сибирского военного округа |
| Калинин, Юрий Иванович             | род. 1946      |                        | Генерал-полковник внутренней службы, директор ФСИН России |
| Калиниченко, Илья Яковлевич        | 1931—1997      | 20.4.1990              | Начальник Пограничных войск КГБ СССР |
| Калугин, Игорь Михайлович          | 1937—2009      | 24.10.1991             | Генерал-полковник авиации, командующий Дальней авиацией |
| Каманин, Николай Петрович          | 1908—1982      | 25.10.1967             | Генерал-полковник авиации, помощник Главнокомандующего ВВС по подготовке и обеспечению космических полётов |
| Камера, Иван Павлович              | 1897—1952      | 7.6.1943               | Генерал-полковник артиллерии, командующий артиллерией Западного фронта |
| Капашин, Валерий Петрович          | род. 1950      | 22.2.2009              | Начальник Федерального управления по безопасному хранению и уничтожению химического оружия |
| Каракаев, Сергей Викторович        | род. 1961      | 9.8.2012               | Командующий Ракетными войсками стратегического назначения |
| Каракозов, Григорий Арамович       | род. 1941      |                        | Начальник Главного управления торговли Министерства обороны Российской Федерации |
| Караогланов, Александр Гаврилович  | 1910—2000      | 5.5.1980               | Начальник Главного военно-строительного управления Министерства обороны СССР |
| Карась, Андрей Григорьевич         | 1918—1979      | 14.2.1978              | Начальник Главного управления космических средств РВСН |
| Каратуев, Михаил Иванович          | род. 1945      | 1998                   | Начальник ракетных войск и артиллерии Сухопутных войск |
| Караулов, Николай Иванович         | 1947—2010      | 10.6.1994              | Начальник Главного ракетно-артиллерийского управления Министерства обороны Российской Федерации |
| Кариофилли, Георгий Спиридонович   | 1901—1979      | 18.2.1958              | Генерал-полковник артиллерии |
| Карнаков, Виктор Владимирович      | 1947—2019      |                        | Заместитель директора СВР России |
| Карнаухов, Борис Михайлович        | род. 1948      | 11.6.2011              | Генерал-полковник юстиции, заместитель председателя Следственного комитета Российской Федерации |
| Карпов, Виталий Николаевич         | 1920—2000      | 14.2.1978              | Начальник кафедры Военной академии Генерального штаба ВС СССР имени К. Е. Ворошилова |
| Карпов, Евгений Акимович           | 1949—2018      | 2004                   | Заместитель начальника Генерального штаба Вооружённых Сил Российской Федерации по автоматическим системам управления связи и радиоэлектронной борьбы |
| Картаполов, Андрей Валериевич      | род. 1963      | 11.6.2015              | Начальник Главного оперативного управления — заместитель начальника Генерального штаба Вооружённых Сил Российской Федерации |
| Касперович, Григорий Павлович      | 1945—2012      | 1996                   | Командующий войсками Сибирского военного округа |
| Катрич, Алексей Николаевич         | 1917—2004      | 22.2.1971              | Генерал-полковник авиации, командующий 16-й воздушной армией ГСВГ |
| Катышкин, Иван Сергеевич           | 1914—2000      | 29.4.1970              | Главное разведывательное управление Генерального штаба ВС СССР |
| Кизим, Леонид Денисович            | 1941—2010      | 5.5.1995               | Начальник Военной инженерно-космической академии имени А. Ф. Можайского |
| Кизюн, Николай Фадеевич            | род. 1928      | 18.2.1985              | Член Военного совета — начальник политуправления Главного командования войск Дальнего Востока |
| Кизюн, Сергей Николаевич           | 1956—2025      | 12.6.2006              | Начальник штаба — первый заместитель командующего войсками Ленинградского военного округа |
| Кийко, Михаил Юрьевич              | род. 1967      | 8.6.2011               | Генерал-полковник полиции, заместитель директора ФСКН России |
| Ким, Алексей Ростиславович         | род. 1958      | 10.12.2020             | Заместитель Главнокомандующего Сухопутными войсками по миротворческой деятельности. |
| Кириллов, Геннадий Николаевич      | род. 1953      | 1998                   | Заместитель министра Российской Федерации по делам гражданской обороны, чрезвычайным ситуациям и ликвидации последствий стихийных бедствий |
| Кириллов, Юрий Фёдорович           | род. 1948      | 11.6.2002              | Начальник Военной академии Ракетных войск стратегического назначения имени Петра Великого |
| Кирилюк, Василий Константинович    | 1928—1996      | 17.2.1982              | Начальник штаба — первый заместитель командующего войсками Закавказского военного округа |
| Кирпонос, Михаил Петрович          | 1892—1941      | 22.2.1941              | Командующий войсками Киевского Особого военного округа |
| Кирьянов, Виктор Николаевич        | род. 1952      | 2009                   | Генерал-полковник милиции (с 11.6.2011 — генерал-полковник полиции), главный государственный инспектор безопасности дорожного движения МВД России |
| Кислицын, Михаил Кондратьевич      | род. 1950      | 2002                   | Генерал-полковник юстиции, Главный военный прокурор — заместитель Генерального прокурора Российской Федерации |
| Клейменов, Анатолий Николаевич     | 1934—2017      | 15.2.1989              | Заместитель начальника Генерального штаба ВС СССР |
| Клемин, Анатолий Степанович        | 1917—2005      | 22.2.1983              | Начальник Центрального управления военных сообщений Министерства обороны СССР |
| Климентьев, Олег Атеистович        | род. 1962      |                        | Первый заместитель директора Федеральной службы охраны Российской Федерации |
| Климов, Алексей Тихонович          | 1936—2004      | 24.10.1991             | Начальник штаба Тыла Вооружённых Сил СССР |
| Климов, Иван Дмитриевич            | 1904—1978      | 22.8.1944              | Генерал-полковник авиации, командующий истребительной авиацией ПВО РККА — заместитель командующего ВВС по истребительной авиации |
| Климук, Пётр Ильич                 | род. 1942      | 23.2.1998              | Начальник Центра подготовки космонавтов имени Ю. А. Гагарина |
| Клишин, Михаил Викторович          | род. 1945      | 5.5.1995               | Начальник Главного организационно-мобилизационного управления Генерального штаба Вооружённых Сил Российской Федерации |
| Клюев, Анатолий Николаевич         | 1923—2001      | 27.10.1977             | Помощник Главнокомандующего Сухопутных войск по вузам |
| Кляпин, Сергей Иванович            | 1927—1998      | 3.2.1984               | Генерал-полковник артиллерии, начальник ракетных войск и артиллерии Главного командования войск Дальнего Востока |
| Кобзев, Игорь Иванович             | род. 1966      | 12.12.2019             | Генерал-полковник внутренней службы, заместитель министра — главный государственный инспектор Российской Федерации по пожарному надзору Министерства Российской Федерации по делам гражданской обороны, чрезвычайным ситуациям и ликвидации последствий стихийных бедствий |
| Кобликов, Владимир Николаевич      | 1905—1971      | 13.4.1964              | Генерал-полковник инженерно-технической службы |
| Кобулов, Богдан Захарович          | 1904—1953      | 9.7.1945               | Первый заместитель народного комиссара государственной безопасности СССР |
| Ковалёв, Леонид Илларионович       | 1944—2019      | 1992                   | Начальник штаба — первый заместитель командующего Северной группой войск |
| Ковалёв, Михаил Прокофьевич        | 1897—1967      | 7.5.1943               | Командующий Забайкальским фронтом |
| Ковалёв, Юрий Павлович             | род. 1955      | 12.6.2004              | Заместитель министра Российской Федерации по делам гражданской обороны, чрезвычайным ситуациям и ликвидации последствий стихийных бедствий |
| Коваленко, Александр Семёнович     | 1946—2020      | 1999                   | Генерал-полковник милиции, начальник Академии управления МВД России |
| Коваленко, Николай Степанович      | род. 1928      | 30.4.1988              | Начальник политического управления — первый заместитель начальника строительства и расквартирования войск Вооружённых Сил СССР |
| Ковалёнок, Владимир Васильевич     | род. 1942      | 18.2.1993              | Начальник Военно-воздушной инженерной академии имени профессора Н. Е. Жуковского |
| Ковтунов, Александр Васильевич     | 1933—2009      | 29.10.1984             | Командующий Северной группой войск |
| Когатько, Григорий Иосифович       | род. 1944      | 14.11.1992             | Командующий Железнодорожными войсками Российской Федерации |
| Кожанов, Константин Григорьевич    | 1912—2000      | 29.4.1970              | Генерал-полковник танковых войск, старший представитель Главнокомандующего Объединённых вооруженных сил стран-участниц Варшавского договора при министре обороны Чехословацкой Социалистической Республики                                                                 |
| Кожбахтеев, Виктор Михайлович      | 1931—2012      | 5.11.1985              | Начальник штаба — первый заместитель Главнокомандующего войсками Южного направления |
| Кожевников, Александр Иванович     | 1920—1995      | 5.5.1980               | Генерал-полковник артиллерии, начальник Военной академии войсковой ПВО имени А. М. Василевского |
| Кожевников, Алексей Владимирович   | род. 1944      |                        | Руководитель департамента оперативных органов — заместитель директора ФПС России |
| Кожевников, Игорь Николаевич       | 1940—2022      | 1995                   | Генерал-полковник юстиции, начальник Следственного комитета МВД России — заместитель министра внутренних дел Российской Федерации |
| Кожухов, Леонид Иустинович         | 1903—1974      | 7.5.1960               | Генерал-полковник артиллерии, командующий артиллерией Киевского военного округа |
| Козик, Николай Леонидович          | род. 1959      |                        | Начальник Регионального пограничного управления ФСБ России по Северо-Западному федеральному округу |
| Козлов, Виктор Петрович            | род. 1941      |                        | Начальник Военно-воздушной академии имени Ю. А. Гагарина |
| Козлов, Олег Александрович         | род. 1963      | 11.6.2019              | Командующий Южным округом войск национальной гвардии Российской Федерации |
| Козьмин, Александр Иванович        | 1913—1988      | 29.4.1970              | Представитель штаба Объединённых вооружённых сил стран-участниц Варшавского Договора в Вооружённых силах Польской Народной Республики |
| Коков, Юрий Александрович          | род. 1955      | 10.11.2009             | Генерал-полковник милиции (с 12.6.2011 генерал-полковник полиции), начальник Главного управления по противодействию экстремизму МВД России |
| Колесник, Николай Харитонович      | род. 23.4.1949 |                        | Начальник Военной академии Министерства обороны Российской Федерации |
| Колесников, Владимир Ильич         | род. 1948      | 1996                   | Генерал-полковник милиции, первый заместитель министра внутренних дел Российской Федерации — начальник Главного управления уголовного розыска |
| Колесников, Геннадий Алексеевич    | 1936—2021      | 7.2.1991               | Начальник Главного управления эксплуатации ракетного вооружения — заместитель главнокомандующего РВСН по эксплуатации ракетного вооружения |
| Колесников, Евгений Иванович       | род. 1955      |                        | Начальник Управления кадров СВР России |
| Колесов, Владлен Серафимович       | 1931—2012      | 18.2.1985              | Начальник штаба войск Юго-Западного направления |
| Колибернов, Евгений Сергеевич      | 1921—2013      | 5.5.1980               | Генерал-полковник инженерных войск, начальник Военно-инженерной академии имени В. В. Куйбышева |
| Колиниченко, Алексей Николаевич    | 1932—2010      | 27.10.1988             | Член Военного совета — начальник политуправления Западной группы войск |
| Колмаков, Александр Петрович       | род. 1955      | 17.12.2004             | Командующий Воздушно-десантными войсками |
| Колосов, Спиридон Фёдорович        | 1915—2002      | 3.2.1984               | Первый заместитель начальника вооружения Министерства обороны СССР |
| Комаров, Владимир Николаевич       | 1904—1976      | 8.8.1955               | Первый заместитель командующего войсками Прикарпатского военного округа |
| Комаров, Фёдор Иванович            | 1920—2020      | 27.10.1977             | Генерал-полковник медицинской службы, начальник Центрального военно-медицинского управления Министерства обороны СССР |
| Комиссаров, Борис Алексеевич       | 1918—1999      | 27.10.1977             | Генерал-полковник-инженер, заместитель председателя Комиссии Президиума Совета министров СССР по военно-промышленным вопросам |
| Комогоров, Виктор Иванович         | род. 1947      |                        | Руководитель Службы оперативной информации и международных связей ФСБ России |
| Кондаков, Евгений Епифанович       | 1929—2014      | 1985                   | Начальник 10-го Главного управления Генерального штаба ВС СССР |
| Кондратьев, Георгий Григорьевич    | 1944—2020      | 1992                   | Заместитель министра обороны Российской Федерации |
| Кондратюк, Николай Фёдорович       | род. 1954      |                        | Статс-секретарь — заместитель директора Федеральной службы охраны Российской Федерации |
| Константинов, Михаил Петрович      | 1900—1990      | 18.2.1958              | Первый заместитель командующего войсками Ленинградского военного округа |
| Кончиц, Владимир Николаевич        | 1925—2001      | 14.02.1978             | Командующий войсками Приволжского военного округа |
| Копылов, Виктор Андреевич          | 1940—2015      | 24.10.1991             | Командующий войсками Сибирского военного округа |
| Корбутов, Иван Иванович            | 1935—2013      | 29.4.1988              | Командующий Северной группой войск |
| Кореневский, Николай Александрович | 1910—1978      | 19.2.1968              | Заместитель начальника по информации Главного разведывательного управления Генерального штаба ВС СССР |
| Корзунов, Иван Егорович            | 1915—1966      | 16.6.1965              | Генерал-полковник авиации, командующий ВВС Северного флота |
| Коричнев, Валерий Васильевич       | 1941—2011      |                        | Заместитель директора ФАПСИ |
| Корнев, Юрий Павлович              | 1948—2010      | ??.5.2004              | Директор Службы специальной связи и информации Федеральной службы охраны Российской Федерации |
| Корниенко, Геннадий Александрович  | род. 1954      |                        | Директор ФСИН России |
| Коробка, Иван Алексеевич           | род. 1938      |                        | Заместитель Главнокомандующего Пограничными войсками Российской Федерации по тылу — начальник тыла Пограничных войск |
| Коробков, Борис Михайлович         | 1900—1971      | 24.4.1944              | Генерал-полковник танковых войск, заместитель командующего бронетанковыми и механизированными войсками РККА |
| Коробов, Игорь Валентинович        | 1956—2018      | 2017                   | начальник Главного управления Генерального штаба Вооружённых Сил Российской Федерации — заместитель начальника Генерального штаба Вооружённых Сил Российской Федерации |
| Коробушин, Варфоломей Владимирович | 1924—2011      | 7.5.1987               | Начальник Центра оперативно-стратегических исследований Генерального штаба Вооружённых Сил СССР |
| Коробченко, Василий Стратонович    | 1903—1990      | 7.5.1960               | Генерал-полковник артиллерии, начальник Военной артиллерийской командной академии |
| Коровников, Иван Терентьевич       | 1902—1976      | 8.8.1955               | Начальник Центрального автотракторного управления Министерства обороны СССР |
| Королёв, Иван Фёдорович            | 1896—1949      | 1.7.1945               | Генерал-полковник войск связи, начальник войск связи 4-го Украинского фронта |
| Корольков, Борис Фёдорович         | 1936—2023      | 7.5.1986               | Генерал-полковник авиации, первый заместитель Главнокомандующего ВВС |
| Коротеев, Константин Аполлонович   | 1901—1953      | 13.9.1944              | Командующий 52-й армией резерва Ставки ВГК |
| Короткин, Геннадий Алексеевич      | род. 1956      | 2003                   | Заместитель министра Российской Федерации по делам гражданской обороны, чрезвычайным ситуациям и ликвидации последствий стихийных бедствий |
| Коротков, Анатолий Павлович        | 1947—2015      | 30.6.2012              | Генерал-полковник юстиции, начальник Главного организационно-инспекторского управления Следственного комитета Российской Федерации |
| Коротченко, Александр Демьянович   | 1922—1990      | 16.12.1982             | Генерал-полковник авиации, председатель ЦК ДОСААФ Украинской ССР |
| Корочкин, Владимир Фёдорович       | 1927—2003      | 25.10.1979             | Генерал-полковник авиации, командующий 16-й воздушной армией ГСВГ |
| Корчиц, Владислав Викентьевич      | 1893—1966      | 11.7.1946              | Начальник Генерального штаба Войска Польского |
| Коршунов, Евгений Васильевич       | 1907—1970      | 16.6.1965              | начальник Военной командной академии противовоздушной обороны |
| Костенко, Анатолий Иванович        | род. 1940      | 3.5.1989               | Командующий войсками Белорусского военного округа |
| Костечко, Николай Николаевич       | 1946—2022      | 10.12.2002             | Заместитель начальника Главного разведывательного управления Генерального штаба Вооружённых Сил Российской Федерации |
| Костылев, Владимир Иванович        | 1899—1970      | 25.5.1959              | Начальник штаба — первый заместитель командующего войсками Прикарпатского военного округа |
| Кот, Виктор Севастьянович          | род. 1940      | 19.4.1993              | Первый заместитель Главнокомандующего ВВС |
| Котин, Жозеф Яковлевич             | 1908—1979      | 13.11.1965             | Генерал-полковник инженерно-технической службы, директор — главный конструктор Всесоюзного научно-исследовательского института № 100 |
| Котловцев, Николай Никифорович     | 1926—2017      | 17.2.1982              | Командующий 50-й ракетной армией РВСН |
| Котляр, Леонтий Захарович          | 1901—1953      | 19.3.1944              | Генерал-полковник инженерных войск, начальник инженерных войск 3-го Украинского фронта |
| Котов, Юрий Фёдорович              |                | 2023                   | Помощник директора Федеральной службы войск национальной гвардии Российской Федерации — главнокомандующего войсками национальной гвардии Российской Федерации |
| Котов-Легоньков, Павел Михайлович  | 1897—1962      | 9.5.1961               | Заместитель Генерального инспектора Министерства обороны СССР |
| Котылев, Николай Иванович          | 1938—2003      | 1996                   | Начальник Главного квартирно-эксплуатационного управления Министерства обороны Российской Федерации |
| Кочемасов, Станислав Григорьевич   | 1934—2003      | 18.2.1988              | Начальник Главного штаба — первый заместитель главнокомандующего РВСН |
| Кочкин, Геннадий Владимирович      | 1934—2021      | 1989                   | Член Военного совета — начальник политуправления Главного командования Южного направления |
| Кошман, Николай Павлович           | род. 1944      | 1996                   | Заместитель директора Федеральной службы железнодорожных войск — заместитель командующего железнодорожными войсками Российской Федерации |
| Кравченко, Александр Николаевич    | род. 1958      | 17.2.2023              | Генерал-полковник полиции, заместитель Министра внутренних дел Российской Федерации |
| Кравченко, Андрей Григорьевич      | 1899—1963      | 13.9.1944              | Генерал-полковник танковых войск, командующий 6-й гвардейской танковой армией 2-го Украинского фронта |
| Кравченко, Владимир Викторович     |                | 21.2.2025              | |
| Крайнюков, Константин Васильевич   | 1902—1975      | 16.6.1965              | Заместитель начальника Генерального штаба Вооружённых Сил СССР по политической части |
| Краилин, Александр Викторович      | 1951—2017      |                        | Заместитель директора СВР России |
| Крамар, Владимир Михайлович        | 1904—1999      | 29.4.1962              | Начальник штаба — первый заместитель командующего войсками Киевского военного округа |
| Крапивин, Юрий Васильевич          | 1947—2015      | 1998                   | Директор ФСО России |
| Красковский, Вольтер Макарович     | 1931—2008      | 6.5.1989               | Генерал-полковник авиации, начальник войск противоракетной и противокосмической обороны Войск ПВО |
| Краснопевцев, Семён Александрович  | 1896—1954      | 3.4.1944               | Генерал-полковник артиллерии, командующий артиллерией 4-го Украинского фронта |
| Кремлев, Виталий Яковлевич         | 1928—2006      | 17.2.1988              | Генерал-полковник авиации, начальник Военно-воздушной инженерной академии имени профессора Н. Е. Жуковского |
| Кривошеев, Григорий Федотович      | 1929—2019      | 3.2.1984               | Заместитель начальника Генерального штаба Вооружённых Сил СССР |
| Круглик, Владимир Михайлович       | 1950—2014      |                        | Заместитель директора ФПС России |
| Круглов, Сергей Никифорович        | 1907—1977      | 9.7.1945               | Первый заместитель Народного комиссариата внутренних дел СССР |
| Крутских, Дмитрий Андреевич        | 1919—2007      | 14.2.1978              | Начальник штаба — заместитель начальника Гражданской обороны СССР |
| Крылов, Евгений Иванович           | 1935—2015      | 30.6.1990              | Заместитель Главнокомандующего Сухопутными войсками по военно-учебным заведениям |
| Крюков, Алексей Михайлович         | 1914—2003      | 22.2.1971              | Генерал-полковник технических войск, начальник Центрального управления железнодорожных войск Министерства обороны СССР |
| Крючков, Владимир Владимирович     | род. 1955      |                        | Руководитель Контрольной службы ФСБ России |
| Кубарев, Василий Николаевич        | 1918—2006      | 8.11.1971              | Генерал-полковник авиации, начальник Военной инженерной радиотехнической академии ПВО имени Маршала Советского Союза Л. А. Говорова |
| Кубышко, Владимир Леонидович       | род. 1962      | 6.6.2023               | Генерал-полковник полиции, заместитель министра внутренних дел Российской Федерации |
| Кувшинский, Дмитрий Дмитриевич     | 1912—1994      | 19.2.1968              | Генерал-полковник медицинской службы, начальник Центрального военно-медицинского управления Министерства обороны СССР |
| Кузнецов, Василий Иванович         | 1894—1964      | 25.5.1943              | Командующий 1-й гвардейской армией Юго-Западного фронта |
| Кузнецов, Владимир Павлович        | 1938—2012      | 15.2.1989              | Начальник инженерных войск Министерства обороны СССР |
| Кузнецов, Георгий Андреевич        | 1923—2008      | 4.11.1973              | Генерал-полковник авиации, командующий авиацией ВМФ |
| Кузнецов, Леонтий Васильевич       | род. 1938      | 24.10.1991             | Начальник Главного оперативного управления Генерального штаба Вооружённых Сил СССР |
| Кузнецов, Фёдор Исидорович         | 1898—1961      | 22.2.1941              | Командующий войсками Прибалтийского военного округа |
| Кузнецов, Фёдор Федотович          | 1904—1979      | 29.7.1944              | Начальник Разведывательного управления Генерального штаба |
| Кузовков, Иван Александрович       | 1903—1989      | 25.10.1967             | Заместитель начальника Главного управления кадров Министерства обороны СССР |
| Кузовлев, Сергей Юрьевич           | род. 1967      | 18.02.2021             | Начальник штаба — первый заместитель командующего войсками Южного военного округа |
| Кузьменко, Андрей Владимирович     | род. 1972      | 8.11.2023              | Командующий войсками Восточного военного округа |
| Кузьменков, Алексей Михайлович     | род. 1971      | 10.12.2020             | Заместитель директора Федеральной службы войск национальной гвардии Российской Федерации |
| Кузьмин, Фёдор Михайлович          | 1937—2006      | 3.5.1989               | Командующий войсками Прибалтийского военного округа |
| Кузьмичёв, Владимир Дмитриевич     | род. 1951      |                        | Начальник Военной академии Министерства обороны Российской Федерации |
| Кузюра, Алексей Фёдорович          | род. 1954      |                        | Начальник Службы международных связей ФСБ России |
| Кулаков, Владимир Фёдорович        | 1948—2014      | 18.12.1997             | Начальник Главного управления воспитательной работы Министерства обороны СССР |
| Куликов, Александр Николаевич      | 1941—2016      | 1993                   | Генерал-полковник милиции, заместитель министра внутренних дел Российской Федерации |
| Куликов, Николай Васильевич        | род. 1952      | 1999                   | Генерал-полковник милиции, заместитель министра внутренних дел Российской Федерации |
| Кулишев, Олег Фёдорович            | 1928—2002      | 28.10.1976             | Командующий Северной группой войск |
| Купряжкин, Александр Николаевич    | род. 1957      |                        | Заместитель директора ФСБ России |
| Кураленко, Сергей Васильевич       | род. 1961      | 12.12.2019             | Начальник штаба — первый заместитель командующего войсками Восточного военного округа |
| Куркин, Алексей Васильевич         | 1901—1948      | 24.4.1944              | Генерал-полковник танковых войск, командующий бронетанковыми и механизированными войсками 2-го Украинского фронта |
| Курочкин, Константин Яковлевич     | 1923—2014      | 29.4.1983              | Главный военный советник в Анголе |
| Кушаль Михаил Лукьянович           | род. 1946      | 1995                   | Заместитель директора ФПС России по вооружению — начальник департамента вооружения |
| Кущев, Александр Михайлович        | 1898—1975      | 8.8.1955               | Старший представитель Главнокомандующего Объединёнными вооружёнными силами стран-участниц Варшавского договора в Чехословацкой народной армии |

## Л
| Фамилия, имя, отчество           | Годы жизни | Дата присвоения звания | Занимаемая должность на момент присвоения звания |
| -------------------------------- | ---------- | ---------------------- | --- |
| Лабунец, Михаил Иванович         | 1945—2024  | 1998                   | Командующий Северо-Кавказским округом внутренних войск МВД России |
| Лабутин, Павел Алексеевич        | род. 1949  |                        | Начальник штаба — первый заместитель командующего войсками Ленинградского военного округа                                                                                                   |
| Лавренко, Андрей Валерьевич      | род. 1973  | 13.12.2014             | Генерал-полковник юстиции, заместитель председателя Следственного комитета Российской Федерации                                                                                             |
| Лавриненков, Владимир Дмитриевич | 1919—1988  | 22.2.1971              | Генерал-полковник авиации, командующий 8-й отдельной армией ПВО |
| Ладыгин, Фёдор Иванович          | 1937—2021  | 18.2.1993              | Начальник Главного разведывательного управления Генерального штаба Вооружённых Сил Российской Федерации                                                                                     |
| Лазебин, Евгений Павлович        | род. 1955  | 6.11.2008              | Заместитель Главнокомандующего ВВ МВД России |
| Лапин, Александр Павлович        | род. 1964  | 22.2.2019              | Командующий войсками Центрального военного округа |
| Лапкин, Пётр Афанасьевич         | 1903—1969  | 25.5.1959              | Член Военного совета — начальник политуправления Дальневосточного военного округа |
| Лапшин, Вячеслав Васильевич      | род. 1945  |                        | Начальник штаба — первый заместитель директора Федеральной службы железнодорожных войск |
| Лапшов, Валерий Михайлович       | 1946—2009  | 5.5.1995               | Начальник аппарата — помощник министра обороны Российской Федерации |
| Лапыгин, Николай Иванович        | 1922—2011  | 14.2.1978              | Начальник штаба — первый заместитель командующего войсками Забайкальского военного округа                                                                                                   |
| Ларин, Иван Алексеевич           | 1932—2008  | 30.4.1990              | Начальник политотдела Генерального штаба Вооружённых Сил СССР |
| Латышев, Пётр Михайлович         | 1948—2008  | 1997                   | Генерал-полковник милиции, заместитель министра внутренних дел Российской Федерации |
| Лащук, Александр Иванович        | род. 1955  |                        | Заместитель директора ФСО России |
| Лебедев, Валентин Яковлевич      | 1923—2008  | 29.10.1984             | Первый заместитель начальника Главного ракетно-артиллерийского управления Министерства обороны СССР                                                                                         |
| Лебедев, Иван Андрианович        | 1899—1982  | 18.2.1958              | Генерал-полковник инженерно-технической службы, начальник Главного бронетанкового управления Министерства обороны СССР                                                                      |
| Лебедев, Сергей Анатольевич      | род. 1966  | 10.6.2017              | Генерал-полковник полиции, заместитель директора Федеральной службы войск национальной гвардии Российской Федерации — главнокомандующего войсками национальной гвардии Российской Федерации |
| Лебедев, Сергей Николаевич       | род. 1976  | 6.6.2023               | Генерал-полковник юстиции, заместитель Министра внутренних дел Российской Федерации – начальник Следственного департамента МВД России                                                       |
| Левченко, Пётр Гаврилович        | 1917—1982  | 23.2.1972              | Генерал-полковник артиллерии, начальник войск ПВО Сухопутных войск |
| Лежепеков, Василий Яковлевич     | 1923—2005  | 29.10.1984             | Заместитель министра внутренних дел СССР |
| Лейбман, Михаил Евгеньевич       | род. 1951  |                        | Первый заместитель директора Федерального агентства специального строительства |
| Ленцов, Александр Иванович       | род. 1956  | 13.12.2014             | Заместитель главнокомандующего Сухопутными войсками |
| Леоненко, Елена Евгеньевна       | род. 1964  | 24.12.2012             | Генерал-полковник юстиции, заместитель Председателя Следственного комитета Российской Федерации                                                                                             |
| Леонов, Леонид Михайлович        | 1923—1990  | 7.5.1980               | Генерал-полковник-инженер, заместитель Главнокомандующего Войск ПВО — начальник Главного управления вооружения войск                                                                        |
| Леселидзе, Константин Николаевич | 1903—1944  | 9.10.1943              | командующий 18-й армией Южного фронта |
| Линец, Александр Леонидович      | род. 1963  |                        | Начальник Главного управления специальных программ Президента Российской Федерации |
| Лисинский, Николай Павлович      | род. 1955  |                        | Начальник Северо-Кавказского регионального пограничного управления ФПС России |
| Лисовский, Олег Савельевич       | 1936—2008  | 24.10.1991             | Начальник связи Вооружённых сил СССР — заместитель начальника Генерального штаба ВС СССР |
| Литвинов, Владимир Васильевич    | род. 1936  | 29.4.1988              | Первый заместитель Главнокомандующего Войсками ПВО |
| Литвинов, Владислав Иванович     | род. 1937  | 7.2.1991               | Первый заместитель начальника Тыла Вооружённых Сил СССР |
| Литовцев, Дмитрий Иванович       | 1922—1989  | 22.2.1971              | Командующий войсками Северо-Кавказского военного округа |
| Литюк, Николай Петрович          | род. 1955  | 21.2.2015              | Генерал-полковник внутренней службы, начальник Северо-Кавказского регионального центра по делам гражданской обороны, чрезвычайным ситуациям и ликвидации последствий стихийных бедствий     |
| Лихачёв, Владимир Матвеевич      | 1901—1975  | 31.5.1954              | Генерал-полковник артиллерии, командующий артиллерией Московского военного округа |
| Ловырев, Евгений Николаевич      | род. 1953  | 1999                   | Руководитель Службы организационно-кадровой работы ФСБ России |
| Логинов, Василий Самсонович      | 1919—1993  | 20.5.1971              | Генерал-полковник авиации, начальник тыла — заместитель Главнокомандующего ВВС |
| Логинов, Геннадий Николаевич     | род. 1947  | 2004                   | Начальник Северо-Западного регионального пограничного управления ФПС России |
| Лозбенко, Леонид Аркадьевич      | род. 1948  | 2005                   | Генерал-полковник таможенной службы, первый заместитель председателя ФТС России |
| Локтионов, Александр Дмитриевич  | 1893—1941  | 4.6.1940               | Заместитель Народного комиссара обороны СССР по авиации |
| Локтионов, Николай Игоревич      | род. 1946  | 1998                   | Заместитель министра Российской Федерации по делам гражданской обороны, чрезвычайным ситуациям и ликвидации последствий стихийных бедствий                                                  |
| Ломов, Николай Андреевич         | 1899—1990  | 7.5.1960               | Начальник кафедры стратегии Военной академии Генерального штаба Вооружённых Сил СССР |
| Лосюков, Прохор Алексеевич       | 1902—1970  | 18.2.1958              | Генерал-полковник инженерно-технической службы, заместитель Главнокомандующего ВВС |
| Луговцев, Михаил Васильевич      | 1912—1967  | 25.10.1967             | Командующий войсками Одесского военного округа |
| Лукашевич, Николай Филиппович    | 1941—2021  |                        | Начальник Академии Федеральной пограничной службы Российской Федерации |
| Лукашин, Пётр Тимофеевич         | 1906—1981  | 9.5.1960               | Член Военного совета — начальник политуправления Прикарпатского военного округа |
| Львов, Александр Григорьевич     | род. 1950  | 9.11.2006              | Командующий Московским округом внутренних войск МВД России |
| Лыжин, Игорь Васильевич          | род. 1956  |                        | Заместитель директора СВР России |
| Людников, Иван Ильич             | 1902—1976  | 5.5.1945               | Командующий 39-й армией Резерва Ставки ВГК |
| Ляскало, Николай Петрович        | род. 1946  | 2004                   | Начальник войск связи Вооружённых Сил Российской Федерации — заместитель начальника Генерального штаба Вооружённых Сил Российской Федерации                                                 |

## М
| Фамилия, имя, отчество            | Годы жизни      | Дата присвоения звания | Занимаемая должность на момент присвоения звания |
| --------------------------------- | --------------- | ---------------------- | --- |
| Магометов, Солтан Кеккезович      | 1920—1989       | 14.2.1978              | Первый заместитель командующего войсками Забайкальского военного округа |
| Мадудов, Николай Григорьевич      | 1936—1993       | 15.2.1988              | Командующий войсками Уральского военного округа |
| Маев, Сергей Александрович        | род. 1944       | 1992                   | Начальник Главного автобронетанкового управления Министерства обороны Российской Федерации |
| Мажаев, Фёдор Александрович       | 1912—2004       | 29.4.1970              | Член Военного совета — начальник политуправления Ленинградского военного округа |
| Мазуркевич, Анатолий Игнатьевич   | 1949—2011       |                        | Начальник Главного управления международного военного сотрудничества Министерства обороны Российской Федерации |
| Майоров, Леонид Сергеевич         | 1941—2019       | 1992                   | Командующий Северо-Западной группой войск |
| Макаревич, Олег Леонтьевич        | род. 1962       | 17.2.2023              | Первый заместитель начальника Военной академии Генерального штаба Вооруженных сил Российской Федерации |
| Макаренко, Иван Кириллович        | 1932—2010       | 7.2.1991               | Начальник кафедры ракетных войск и артиллерии Военной академии Генерального штаба ВС СССР имени К. Е. Ворошилова |
| Макаров, Владимир Александрович   | 1919—2006       | 25.4.1975              | Начальник Главного управления военно-учебных заведений Министерства обороны СССР |
| Макаров, Владимир Викторович      | род. 1940       | 2003                   | Генерал-полковник таможенной службы, первый заместитель председателя Государственного таможенного комитета |
| Макаров, Сергей Афанасьевич       | род. 1952       | 8.5.2003               | Начальник штаба — первый заместитель командующего войсками Северо-Кавказского военного округа, командующий Объединённой группировкой войск (сил) по проведению контртеррористических операций на территории Северо-Кавказского региона Российской Федерации                              |
| Макарцев, Михаил Константинович   | 1927—2024       | 3.11.1983              | Начальник железнодорожных войск Министерства обороны СССР |
| Макашов, Альберт Михайлович       | род. 1938       | 3.5.1989               | Командующий войсками Уральского военного округа |
| Максимов, Александр Александрович | 1923—1990       | 4.5.1981               | Начальник Главного управления космических средств РВСН |
| Максин, Борис Павлович            | род. 1945       | 11.6.1999              | Начальник Главного штаба внутренних войск МВД России |
| Малинин, Владимир Михайлович      | 1951—2023       | 22.2.2009              | Генерал-полковник таможенной службы, первый заместитель директора Федеральной таможенной службы |
| Малиновский, Георгий Николаевич   | 1923—2001       | 28.10.1976             | Генерал-полковник-инженер, начальник Главного управления эксплуатации ракетного вооружения — заместитель главнокомандующего РВСН по эксплуатации |
| Мальцев, Игорь Михайлович         | род. 1935       | 3.11.1983              | Генерал-полковник авиации, начальник Главного штаба — первый заместитель Главнокомандующего Войск ПВО |
| Мальцев, Юрий Алексеевич          | род. 1953       | 11.6.2014              | Генерал-полковник полиции, заместитель директора ФСКН России |
| Малыхин, Фёдор Мефодьевич         | 1906—1970       | 25.5.1959              | Начальник штаба Тыла Вооружённых Сил СССР |
| Малышев, Вячеслав Александрович   | 1902—1957       | 19.4.1945              | Генерал-полковник инженерно-танковой службы, народный комиссар танковой промышленности СССР |
| Малюков, Анатолий Иванович        | 1938—2018       | 29.4.1991              | Генерал-полковник авиации, начальник Главного штаба — первый заместитель Главнокомандующего ВВС |
| Мамсуров, Хаджи-Умар Джиорович    | 1903—1968       | 27.4.1962              | Первый заместитель начальника Главного разведывательного управления Генерального штаба ВС СССР |
| Мамсуров, Юрий Георгиевич         | 1918—2004       | 18.11.1971             | Генерал-полковник-инженер (с 1984 генерал-полковник авиации), заместитель министра гражданской авиации СССР |
| Мамчур, Пётр Антонович            | 1936—2001       | 29.10.1987             | |
| Манагаров, Иван Мефодьевич        | 1898—1981       | 29.5.1945              | Командующий 53-й армией 2-го Украинского фронта |
| Манилов, Александр Леонидович     | род. 1952       | 2007                   | Председатель Координационной службы Совета командующих пограничными войсками стран СНГ |
| Манилов, Валерий Леонидович       | 1939—2023       | 1995                   | Первый заместитель начальника Генерального штаба Вооружённых Сил Российской Федерации |
| Маргелов, Виталий Васильевич      | 1941—2021       | ??.2.2001              | Заместитель директора СВР России по оперативным вопросам |
| Маркелов, Иван Алексеевич         | 1917—1990       | 13.12.1985             | Начальник 2-го Главного управления — заместитель председателя КГБ СССР |
| Марков, Иван Васильевич           | 1902—1960       | 5.11.1944              | Генерал-полковник инженерно-авиационной службы, заместитель командующего Авиацией дальнего действия по инженерно-авиационной службе |
| Марков, Николай Дмитриевич        | род. 1967       | 29.3.2023              | Командующий войсками Сибирского округа войск национальной гвардии Российской Федерации |
| Марков, Пётр Алексеевич           | 1902—1967       | 16.6.1965              | Генерал-полковник танковых войск, начальник Военной академии бронетанковых войск |
| Марковский, Франц Михайлович      | род. 1936       |                        | Начальник 10-го Главного управления Генерального штаба ВС СССР |
| Маркоменко, Владимир Игнатьевич   | 1939—2004       |                        | Первый заместитель директора ФАПСИ |
| Мартынов, Валерий Васильевич      | 1936—1992       | 17.2.1988              | Начальник Главного управления специального строительства Министерства обороны СССР |
| Мартынюк, Николай Каленикович     | 1928—06.09.2015 | 28.4.1984              | Генерал-полковник авиации, командующий ВВС Туркестанского военного округа |
| Марченков, Валерий Иванович       | род. 1947       |                        | Начальник Военного университета Минобороны России |
| Марчук, Иван Дмитриевич           | род. 1944       | 4.1.1994               | Начальник ФДСУ при Минобороны России |
| Маслин, Евгений Петрович          | 1937—2022       | 1992                   | Начальник 12-го Главного управления Министерства обороны Российской Федерации |
| Маслов, Павел Тихонович           | род. 1946       | 1998                   | Генерал-полковник внутренней службы, первый заместитель министра внутренних дел Российской Федерации — начальник Главного штаба МВД России (с 12.6.1998 генерал-полковник, заместитель министра внутренних дел Российской Федерации — главнокомандующий внутренними войсками МВД России) |
| Матвеев, Александр Иванович       | 1921—1993       | 16.12.1982             | Генерал-полковник артиллерии, начальник Военной артиллерийской академии имени М. И. Калинина |
| Медведев, Александр Николаевич    | 1918—1984       | 28.10.1976             | Генерал-полковник авиации, первый заместитель начальника Главного штаба ВВС |
| Медников, Иван Семёнович          | 1917—2001       | 4.11.1973              | Член Военного совета — начальник политуправления ГСВГ |
| Межаков, Игорь Алексеевич         | род. 1947       |                        | Генерал-полковник таможенной службы, заместитель председателя Государственного таможенного комитета |
| Мелехин, Алексей Дмитриевич       | 1921—2010       | 23.2.1972              | Командующий 43-й ракетной армией РВСН |
| Мелешко, Вячеслав Николаевич      | род. 1950       | ??.12.1999             | Помощник министра обороны Российской Федерации |
| Меликов, Сергей Алимович          | род. 1965       | 26.8.2016              | Первый заместитель директора Федеральной службы войск национальной гвардии Российской Федерации — главнокомандующего войсками национальной гвардии Российской Федерации |
| Мельников, Павел Васильевич       | 1919—1998       | 8.11.1971              | Начальник Военной академии имени М. В. Фрунзе |
| Мережко, Анатолий Григорьевич     | 1921—2018       | 5.5.1980               | Заместитель начальника Штаба Объединённых вооруженных сил стран-участниц Варшавского договора |
| Мерецков, Владимир Кириллович     | 1924—2020       | 30.10.1978             | Начальник штаба — первый заместитель командующего войсками Дальневосточного военного округа |
| Меримский, Виктор Аркадьевич      | 1919—2003       | 25.4.1975              | Начальник Главного управления боевой подготовки Сухопутных войск |
| Мехлис, Лев Захарович             | 1889—1953       | 29.7.1944              | Член Военного совета 2-го Белорусского фронта |
| Мещеряков, Валентин Иванович      | 1920—1989       | 1.11.1980              | Начальник Военно-дипломатической академии Советской Армии |
| Мещеряков, Владимир Иванович      | род. 1958       | 16.12.1999             | Генерал-полковник таможенной службы, первый заместитель председателя Государственного таможенного комитета |
| Мещеряков, Сергей Григорьевич     | род. 1959       | 2007                   | Генерал-полковник милиции, начальник Департамента по борьбе с организованной преступностью и терроризмом МВД России |
| Мигунов, Василий Фёдорович        | род. 1941       | ??.12.1994             | Командующий радиотехническими войсками ПВО |
| Мизинцев, Михаил Евгеньевич       | род. 1962       | 22.2.2017              | Начальник Национального центра управления обороной Российской Федерации |
| Микоян, Артём Иванович            | 1905—1970       | 27.10.1967             | Генерал-полковник инженерно-технической службы, генеральный конструктор конструкторского бюро «МиГ» |
| Миловский, Михаил Павлович        | 1899—1966       | 7.5.1960               | Начальник Военной академии тыла и транспорта |
| Мироненко, Александр Алексеевич   | 1918—1999       | 16.6.1965              | Генерал-полковник авиации, командующий авиацией ВМФ |
| Миронов, Алексей Кириллович       | 1926—2021       | 15.2.1989              | Заместитель начальника Главного управления кадров Министерства обороны СССР |
| Миронов, Алексей Геннадьевич      | род. 22.9.1969  |                        | Заместитель директора ФСО России — руководитель Службы специальной связи и информации |
| Миронов, Валерий Иванович         | 1943—2006       | ??.10.1991             | Командующий войсками Прибалтийского военного округа |
| Миронов, Вячеслав Петрович        | 1938—1994       | 7.2.1991               | Начальник вооружения Министерства обороны СССР |
| Миронов, Сергей Иванович          | 1914—1964       | 25.5.1959              | Генерал-полковник авиации, заместитель Главнокомандующего ВВС по вузам и военно-научной работе |
| Мирошников, Борис Николаевич      | род. 1950       | 2009                   | Генерал-полковник милиции, начальник департамента Министерства внутренних дел Российской Федерации |
| Мирошниченко, Александр Иванович  | 1953—2025       | 20.2.2012              | Первый заместитель начальника Центра специального назначения ФСБ России (недоступная ссылка) |
| Мирук, Виктор Фёдорович           | 1941—2004       | 18.12.1991             | Первый заместитель Главнокомандующего Войск ПВО |
| Митюхин, Алексей Николаевич       | род. 1945       | 18.12.1991             | Первый заместитель Главнокомандующего Западной группой войск |
| Михайлов, Георгий Александрович   | 1923—2023       | 3.11.1983              | Заместитель начальника Главного разведывательного управления Генерального штаба ВС СССР по информации — начальник информации |
| Михайлов, Николай Алексеевич      | род. 1928       | 30.4.1988              | Начальник ракетных войск и артиллерии Главного командования войск Западного направления |
| Михайлов, Николай Павлович        | 1895—1967       | 22.2.1963              | Заместитель начальника Главного разведывательного управления Генерального штаба ВС СССР |
| Михалкин, Михаил Семёнович        | 1898—1980       | 12.8.1955              | Генерал-полковник артиллерии, командующий артиллерией вооружённых сил Польской Народной Республики |
| Мишук, Михаил Никитович           | 1913—1982       | 19.2.1968              | Генерал-полковник инженерно-технической службы, главный инженер — заместитель Главнокомандующего ВВС по инженерно-авиационной службы |
| Модяев, Иван Фёдорович            | 1918—2000       | 30.10.1978             | Генерал-полковник авиации |
| Моисеев, Евгений Семёнович        | 1938—1999       |                        | |
| Моисеев, Николай Андреевич        | 1934—2020       | 7.5.1987               | Член Военного совета — начальник политуправления ГСВГ |
| Молокоедов, Сергей Иванович       | 1918—2006       | 13.2.1976              | Главный инспектор Министерства обороны СССР |
| Молтенской, Владимир Ильич        | род. 1950       | 20.2.2002              | Командующий Объединённой группировкой войск (сил) по проведению контртеррористических операций на территории Северо-Кавказского региона Российской Федерации |
| Моляков, Алексей Алексеевич       | род. 1939       | 1995                   | Начальник Управления контрразведки ФСБ России |
| Мордвичев, Андрей Николаевич      | род. 1976       | 7.9.2023               | Командующий войсками Центрального военного округа |
| Мороз, Иван Михайлович            | 1914—1993       | 8.11.1971              | Генерал-полковник авиации, член Военного совета — начальник политуправления ВВС СССР |
| Морозов, Александр Сергеевич      | 1947—2018       | 11.6.2002              | Начальник Главного штаба Сухопутных войск |
| Морозов, Георгий Андреевич        | 1924—2005       | 3.11.1983              | Начальник Главного организационно-мобилизационного управления — заместитель начальника Генерального штаба ВС СССР |
| Морозов, Иван Сергеевич           | род. 1936       | 7.5.1987               | Командующий войсками Одесского военного округа |
| Москаленко, Митрофан Иванович     | 1896—1966       | 8.7.1945               | Генерал-полковник береговой службы, начальник тыла Балтийского флота |
| Москвителев, Николай Иванович     | 1926—2020       | 10.2.1981              | Генерал-полковник авиации, командующий авиацией Войск ПВО |
| Мостовенко, Дмитрий Карпович      | 1895—1975       | 11.7.1946              | Генерал-полковник танковых войск, командующий бронетанковыми и механизированными войсками вооружённых сил Польши |
| Муравьёв, Владимир Александрович  | 1938—2020       | 31.12.1993             | Заместитель Главнокомандующего РВСН по боевой подготовке — начальник управления боевой подготовки РВСН |
| Мурадов, Рустам Усманович         | род. 1973       | 17.2.2023              | Командующий войсками Восточного военного округа |
| Муранов, Анатолий Иванович        | род. 1942       | 26.9.1992              | Генерал-полковник юстиции, заместитель министра юстиции Российской Федерации — начальник управления военных судов |
| Муратов, Александр Дмитриевич     | 1944—2009       | 1998                   | Командующий войсками Приволжского округа внутренних войск МВД России |
| Мыльников, Борис Александрович    | 1952—2013       |                        | Руководитель Антитеррористического центра государств—участников СНГ |
| Мясников, Владимир Владимирович   | 1924—2015       | 27.10.1977             | Генерал-полковник технических войск, начальник Военной академии химической защиты имени Маршала Советского Союза С. К. Тимошенко |

## Н
| Фамилия, имя, отчество           | Годы жизни | Дата присвоения звания | Занимаемая должность на момент присвоения звания |
| -------------------------------- | ---------- | ---------------------- | --- |
| Нагорный, Николай Никифорович    | 1901—1985  | 18.11.1944             | Заместитель командующего артиллерией РККА по войскам ПВО                                                                                            |
| Назаров, Борис Викторович        | 1947—2014  |                        | Первый заместитель директора ФСТЭК России |
| Назаров, Константин Степанович   | 1890—1980  | 11.5.1944              | Генерал-полковник инженерных войск, начальник штаба инженерных войск РККА                                                                           |
| Науменко, Николай Фёдорович      | 1901—1967  | 19.8.1944              | генерал-полковник авиации, командующий 15-й воздушной армией 2-го Прибалтийского фронта                                                             |
| Науменко, Юрий Андреевич         | 1919—1999  | 8.11.1971              | Командующий войсками Приволжского военного округа                                                                                                   |
| Начинкин, Николай Александрович  | 1907—1986  | 7.5.1960               | Член Военного совета — начальник политуправления Белорусского военного округа                                                                       |
| Неделин, Вадим Серафимович       | 1928—1993  | 30.4.1982              | Командующий 43-й ракетной армией РВСН |
| Нелезин, Пётр Васильевич         | род. 1949  | 1999                   | Генерал-полковник внутренней службы, заместитель министра внутренних дел Российской Федерации                                                       |
| Нечаев, Виктор Степанович        | 1924—1999  | 17.2.1986              | Заместитель начальника ГлавПУ |
| Нечаев, Михаил Владимирович      | 1952—2007  |                        | Первый заместитель руководителя Службы — руководитель Департамента контрразведывательных операций Службы контрразведки ФСБ России                   |
| Нечаев, Эдуард Александрович     | род. 1934  | 4.7.1992               | Генерал-полковник медицинской службы, начальник Главного военно-медицинского управления Министерства обороны Российской Федерации                   |
| Никитин, Алексей Васильевич      | 1900—1973  | 30.4.1943              | Генерал-полковник авиации, начальник Главного управления формирования и укомплектования ВВС РККА                                                    |
| Никитин, Василий Васильевич      | 1914—1994  | 18.11.1971             | Генерал-полковник-инженер (с 26.4.1984 генерал-полковник), начальник Центрального управления ракетного топлива и горючего Министерства обороны СССР |
| Никитин, Владимир Алексеевич     | 1940—2020  | 10.6.1994              | Заместитель Главнокомандующего РВСН по вооружению — начальник вооружения РВСН                                                                       |
| Никитин Геннадий Павлович        | 1939—2017  | 1992                   | Заместитель Главнокомандующего РВСН по тылу — начальник тыла РВСН                                                                                   |
| Никитин, Матвей Тимофеевич       | 1911—1981  | 16.6.1965              | Генерал-полковник танковых войск, начальник Главного штаба Сухопутных войск — первый заместитель главнокомандующего Сухопутными войсками            |
| Никитченко, Виталий Федотович    | 1908—1992  | 27.10.1967             | Председатель КГБ при Совете министров Украинской ССР                                                                                                |
| Никифоров, Евгений Валерьевич    | род. 1970  | 17.2.2023              | Командующий войсками Западного военного округа |
| Николаев, Иван Георгиевич        | 1922—1985  | 30.10.1978             | Первый заместитель начальника Генерального штаба Вооружённых сил СССР                                                                               |
| Никольский, Михаил Александрович | 1901—1988  | 9.05.1961              | Генерал-полковник артиллерии, начальник Главного штаба Ракетных войск стратегического назначения                                                    |
| Ничков, Пётр Никитич             | 1897—1971  | 23.08.1944             | Генерал-полковник артиллерии, командующий артиллерией 2-го Прибалтийского фронта                                                                    |
| Новиков, Андрей Петрович         | род. 1956  | 2006                   | Генерал-полковник милиции (с 30.05.2011 генерал-полковник полиции), заместитель министра внутренних дел Российской Федерации                        |
| Новиков, Василий Петрович        | 1924—1998  | 10.2.1981              | Член Военного совета — начальник политуправления Дальневосточного военного округа                                                                   |
| Новиков, Николай Александрович   | 1900—1970  | 2.8.1944               | Генерал-полковник танковых войск, командующий бронетанковыми и механизированными войсками 1-го Украинского фронта                                   |
| Новожилов, Виктор Иванович       | род. 1940  | 21.7.1990              | Командующий войсками Дальневосточного военного округа                                                                                               |
| Ноговицын, Анатолий Алексеевич   | 1952—2019  | 2004                   | Заместитель главнокомандующего Военно-воздушными силами                                                                                             |
| Носырев, Даниил Павлович         | 1915—1992  | 30.10.1981             | Начальник Управления КГБ СССР по Ленинграду и Ленинградской области                                                                                 |
| Нырков, Юрий Михайлович          | род. 1946  | 15.01.2011             | Генерал-полковник юстиции, заместитель Председателя Следственного комитета Российской Федерации                                                     |

## О
| Фамилия, имя, отчество            | Годы жизни | Дата присвоения звания | Занимаемая должность на момент присвоения звания                                                                                                |
| --------------------------------- | ---------- | ---------------------- | --- |
| Обухов, Виктор Тимофеевич         | 1898—1975  | 8.08.1955              | Генерал-полковник танковых войск, командующий 3-й гвардейской механизированной армией ГСВГ                                                      |
| Овчинников, Александр Иванович    | 1937—2017  | 7.2.1991               | Первый заместитель начальника ГлавПУ |
| Овчинников, Вячеслав Викторович   | род. 1946  | 5.04.1999              | Заместитель министра внутренних дел Российской Федерации — Главнокомандующий внутренними войсками МВД России                                    |
| Овчинников, Николай Александрович | род. 1949  | 2008                   | Генерал-полковник милиции (с 6.05.2011 — генерал-полковник полиции), статс-секретарь — заместитель министра внутренних дел Российской Федерации |
| Одер, Игорь Владимирович          | род. 1964  | 11.06.2016             | Генерал-полковник внутренней службы, начальник Южного регионального центра МЧС России                                                           |
| Одинцов, Александр Иванович       | 1918—1995  | 25.04.1975             | Первый заместитель председателя ЦК ДОСААФ |
| Одинцов, Михаил Петрович          | 1921—2011  | 28.10.1976             | Генерал-полковник авиации, генерал-инспектор Инспекции ВВС Главной инспекции Министерства обороны СССР                                          |
| Окунев, Василий Васильевич        | 1920—1995  | 29.6.1966              | Первый заместитель Главнокомандующего Войск ПВО страны                                                                                          |
| Олейник, Георгий Семёнович        | род. 1944  |                        | Начальник Центрального финансового управления Министерства обороны Российской Федерации (лишён звания по приговору суда)                        |
| Олейник, Пётр Александрович       | 1921—1996  | 30.10.1981             | Генерал-полковник внутренней службы, заместитель министра внутренних дел СССР                                                                   |
| Олифиров, Фёдор Акимович          | 1918—2004  | 25.10.1967             | Командующий Бакинским округом ПВО |
| Омеличев, Бронислав Александрович | род. 1935  | 29.10.1987             | Первый заместитель начальника Генерального штаба ВС СССР                                                                                        |
| Орбели, Леон (Левон) Абгарович    | 1882—1958  | 25.05.1944             | Генерал-полковник медицинской службы, начальник Военно-медицинской академии имени С. М. Кирова                                                  |
| Орёл, Григорий Николаевич         | 1904—1974  | 27.04.1962             | Генерал-полковник танковых войск, военный консультант Группы генеральных инспекторов Министерства обороны СССР                                  |
| Осипов, Владимир Васильевич       | род. 1933  | 29.10.1984             | Командующий войсками Киевского военного округа                                                                                                  |
| Особенков, Олег Михайлович        | 1946—2011  |                        | Заместитель директора ФСБ России |
| Остапенко, Олег Николаевич        | род. 1957  | 9.08.2012              | Командующий Войсками воздушно-космической обороны                                                                                               |
| Остроухов, Виктор Васильевич      | род. 1955  |                        | Начальник Академии ФСБ России |
| Ошанин, Евгений Михайлович        | 1921—1997  | 17.02.1982             | Первый заместитель начальника вооружения Министерства обороны СССР                                                                              |

## П
| Фамилия, имя, отчество                    | Годы жизни | Дата присвоения звания | Занимаемая должность на момент присвоения звания |
| ----------------------------------------- | ---------- | ---------------------- | --- |
| Павлов, Анатолий Георгиевич               | 1920—2007  | 14.2.1978              | Начальник Военно-дипломатической академии Советской Армии |
| Павлов, Виталий Егорович                  | 1944—2016  | 19.4.1993              | Генерал-полковник авиации, командующий авиацией Сухопутных войск |
| Павлов, Карп Александрович                | 1895—1957  | 9.7.1945               | Начальник ГУШОСДОР НКВД СССР |
| Павлов, Юрий Александрович                | 1927—2007  | 17.2.1982              | Генерал-полковник войск связи, первый заместитель начальника связи Вооруженных сил СССР |
| Павловский, Анатолий Иванович             | 1926—1990  | 10.2.1981              | Генерал-полковник авиации, командующий авиацией ВМФ |
| Павловский, Николай Осипович              | 1903—1960  | 31.05.1954             | Начальник Главного оперативного управления Генерального штаба ВС СССР |
| Пакилев, Георгий Николаевич               | 1922—2008  | 25.4.1975              | Генерал-полковник авиации, командующий Военно-транспортной авиацией |
| Панин, Игорь Анатольевич                  | род. 1959  | 12.12.2017             | Начальник Северо-Западного регионального центра МЧС России |
| Панин, Илья Григорьевич                   | род. 1941  | 18.12.1997             | Начальник Главного управления кадров и военного образования Министерства обороны Российской Федерации                                                                                        |
| Паничев, Валентин Николаевич              | род. 1941  | 1996                   | Генерал-полковник юстиции, Главный военный прокурор — заместитель Генерального прокурора Российской Федерации                                                                                |
| Панькин, Валентин Епифанович              | 1931—1997  | 25.10.1979             | Генерал-полковник авиации, командующий ВВС Киевского военного округа |
| Паньков, Михаил Анатольевич               | род. 1952  | 2000                   | Генерал-полковник (с 10.4.2002 генерал-полковник внутренней службы), первый заместитель Главнокомандующего внутренними войсками МВД России                                                   |
| Паньшин, Игорь Владимирович               | род. 1963  | 11.6.2014              | Генерал-полковник внутренней службы, начальник Приволжского регионального центра МЧС России                                                                                                  |
| Папивин, Николай Филиппович               | 1903—1963  | 19.8.1944              | Генерал-полковник авиации, командующий 3-й воздушной армией |
| Парсегов, Михаил Артемьевич               | 1899—1964  | 18.2.1958              | Генерал-полковник артиллерии, командующий артиллерией Ленинградского военного округа |
| Паршиков, Алексей Михайлович              | 1913—1979  | 19.2.1968              | Начальник штаба — первый заместитель командующего войсками Ленинградского военного округа |
| Паршин, Пётр Иванович                     | 1899—1970  | 18.11.1944             | Генерал-полковник инженерно-технической службы, народный комиссар миномётного вооружения СССР                                                                                                |
| Пастуховский, Геннадий Петрович           | род. 1930  | 17.2.1988              | Начальник Военной академии тыла и транспорта |
| Патрикеев, Валерий Анисимович             | род. 1938  | 18.2.1985              | Начальник штаба — первый заместитель командующего войсками Дальневосточного военного округа                                                                                                  |
| Пенкин, Михаил Егорович                   | 1930—2005  | 6.5.1989               | Начальник Главного ракетно-артиллерийского управления Министерства обороны СССР |
| Переверзев, Пётр Тихонович                | род. 1951  | 2010                   | Начальник Департамента обеспечения деятельности ФСБ России |
| Перевёрткин, Семён Никифорович            | 1905—1961  | 18.2.1958              | Первый заместитель министра внутренних дел СССР |
| Перминов, Анатолий Николаевич             | род. 1946  | ??.6.1998              | Начальник Главного штаба Ракетных войск стратегического назначения |
| Першуткин, Николай Иванович               | род. 1949  | 2006                   | Генерал-полковник милиции, начальник Департамента охраны общественного порядка МВД России |
| Пестов, Владимир Иванович                 | 1890—1944  | 7.6.1943               | Генерал-полковник артиллерии, командующий артиллерией Закавказского фронта |
| Петров, Станислав Вениаминович            | род. 1939  | 30.6.1990              | Начальник химических войск Министерства обороны СССР |
| Петроченков, Анатолий Яковлевич           | род. 1942  | 2006                   | Генерал-полковник юстиции, заместитель Председателя Верховного суда — председатель Военной коллегии Верховного Суда Российской Федерации                                                     |
| Петрушевский, Александр Васильевич        | 1898—1976  | 21.8.1954              | Главный военный советник при Народно-освободительной армии Китая и военный атташе СССР в Китайской Народной Республике                                                                       |
| Петухов, Николай Александрович            | род. 1938  | 16.4.1993              | Генерал-полковник юстиции, Председатель Военной коллегии Верховного Суда — заместитель Председателя Верховного Суда Российской Федерации                                                     |
| Петухов, Николай Васильевич               | 1914—2001  | 29.4.1970              | Генерал-полковник авиации, член Военного совета — начальник политуправления Московского округа ПВО                                                                                           |
| Печёнкин, Валерий Павлович                | род. 1939  |                        | Начальник Управления разведывательных операций ФСБ России |
| Пигаревич, Борис Алексеевич               | 1898—1961  | 12.8.1955              | Заместитель начальника Генерального штаба Вооружённых сил Польской Народной Республики |
| Пикалов, Владимир Карпович                | 1924—2003  | 25.4.1975              | Генерал-полковник технических войск, начальник химических войск Министерства обороны СССР |
| Пикаускас, Освальдас Миколович            | 1945—1995  | 18.2.1993              | Первый заместитель командующего Воздушно-десантными войсками |
| Пирожков, Владимир Петрович               | 1924—2009  | 20.4.1984              | Заместитель Председателя КГБ СССР |
| Пискарёв, Василий Иванович                | род. 1963  | 15.1.2011              | Генерал-полковник юстиции, первый заместитель председателя Следственного комитета Российской Федерации                                                                                       |
| Пичугин, Юрий Александрович               | 1923—2000  | 25.10.1979             | Генерал-полковник-инженер, начальник Главного управления ракетного вооружения — заместитель Главнокомандующего РВСН по вооружению                                                            |
| Пищев, Николай Павлович                   | род. 1944  |                        | Первый заместитель начальника Генерального штаба Вооружённых сил Российской Федерации |
| Плат, Павел Васильевич                    | род. 1956  | 2006                   | Главный военный эксперт МЧС России |
| Плешаков, Пётр Степанович                 | 1922—1987  | 5.5.1985               | Министр радиопромышленности СССР |
| Плотников, Николай Владимирович           | род. 1960  | ??.2.2023              | Начальник Академии Федеральной службы безопасности Российской Федерации |
| Плотников, Юрий Иванович                  | 1937—2008  | 25.04.1990             | Начальник Военной академии имени Ф. Э. Дзержинского |
| Плохой, Олег Анатольевич                  | род. 1968  | 20.2.2020              | Статс-секретарь – заместитель директора Федеральной службы войск национальной гвардии Российской Федерации – главнокомандующего войсками национальной гвардии                                |
| Плышевский, Борис Алексеевич              | 1937—2015  | 25.4.1990              | Начальник Военной артиллерийской академии имени М. И. Калинина |
| Повалий, Михаил Иванович                  | 1913—1986  | 22.2.1963              | Начальник Главного организационного управления Генерального штаба ВС СССР |
| Повод, Александр Викторович               | род. 1964  | 18.02.2021             | Генерал-полковник таможенной службы, Начальник Северо-Западного таможенного управления ФТС России                                                                                            |
| Подгорный, Иван Дмитриевич                | 1914—1996  | 26.11.1956             | Генерал-полковник авиации, командующий 52-й воздушной истребительной армией ПВО |
| Подгорный, Игорь Иванович                 | 1941—2002  | 5.5.1995               | Заместитель Главного военного инспектора Российской Федерации — начальник 1-й инспекции |
| Подколзин, Евгений Николаевич             | 1936—2003  | 24.10.1991             | Командующий Воздушно-десантными войсками |
| Подольский, Алексей Ильич                 | 1908—1992  | 27.4.1962              | Генерал-полковник авиации, заместитель Главнокомандующего Войсками ПВО страны по боевой подготовке — начальник боевой подготовки                                                             |
| Покровский, Александр Петрович            | 1898—1979  | 23.8.1944              | Начальник штаба 3-го Белорусского фронта |
| Покровский, Роман Петрович                | 1917—1986  | 19.2.1968              | Генерал-полковник инженерно-технической службы (с 18.11.1971 генерал-полковник-инженер, с 26.04.1984 генерал-полковник авиации), заместитель начальника вооружения Министерства обороны СССР |
| Полонский, Владислав Александрович        | род. 1947  | 22.2.2005              | Начальник Главного автобронетанкового управления Министерства обороны Российской Федерации                                                                                                   |
| Полуэктов, Георгий Васильевич             | 1904—1982  | 18.2.1958              | Генерал-полковник артиллерии, командующий артиллерией Дальневосточного военного округа |
| Полынин, Фёдор Петрович                   | 1906—1981  | 11.7.1946              | Генерал-полковник авиации, командующий ВВС вооружённых сил Польши |
| Пономарёв, Александр Николаевич           | 1903—2002  | 7.5.1960               | Генерал-полковник инженерно-технической службы (с 1984 генерал-полковник авиации), заместитель Главнокомандующего ВВС по вооружению                                                          |
| Пономарев, Андрей Николаевич              | род. 1956  |                        | Заместитель директора ФАПСИ |
| Попков, Михаил Данилович                  | 1924—2023  | 16.2.1979              | Член Военного Совета — начальник политуправления Сухопутных войск |
| Попов, Александр Анатольевич              | род. 1964  | 12.12.2018             | Командующий Уральским округом войск национальной гвардии Российской Федерации |
| Попов, Василий Степанович                 | 1894—1967  | 26.7.1944              | Командующий 70-й армией 1-го Белорусского фронта |
| Попов, Василий Фёдорович                  | 1931—2017  | ??.5.1990              | Начальник Главного автомобильного управления МО СССР |
| Попов, Владимир Иванович                  | род. 1949  | 10.12.2002             | Начальник Общевойсковой академии Вооружённых Сил Российской Федерации |
| Попов, Николай Гаврилович                 | 1920—1990  | 1.11.1980              | Генерал-полковник войск связи, начальник Военной академии связи имени Маршала Советского Союза С. М. Будённого                                                                               |
| Попов, Николай Михайлович                 | 1903—1985  | 16.06.1965             | Генерал-полковник инженерно-технической службы, заместитель начальника строительства и расквартирования войск Министерства обороны СССР                                                      |
| Порядин, Александр Сергеевич              | род. 1960  | 12.12.2016             | Командующий войсками Приволжского округа Войск национальной гвардии Российской Федерации |
| Поскребетьев, Сергей Валентинович         | род. 1951  |                        | Начальник Пограничной академии ФСБ России |
| Постников-Стрельцов, Александр Николаевич | род. 1957  | 12.6.2006              | Начальник штаба — первый заместитель командующего войсками Северо-Кавказского военного округа                                                                                                |
| Потапов, Виктор Павлович                  | 1934—2021  | 22.4.1985              | Генерал-полковник авиации, командующий ВВС Северного флота |
| Потапов, Владимир Яковлевич               | род. 1947  | 1999                   | Заместитель секретаря Совета Безопасности Российской Федерации |
| Потапов, Михаил Иванович                  | 1902—1965  | 9.5.1961               | Первый заместитель командующего войсками Одесского военного округа |
| Потапов, Юрий Михайлович                  | 1925—2005  | 27.10.1977             | Начальник штаба — первый заместитель командующего войсками Дальневосточного военного округа                                                                                                  |
| Преображенский, Евгений Николаевич        | 1909—1963  | 27.1.1951              | Генерал-полковник авиации, командующий авиацией ВМФ |
| Привалов, Владимир Георгиевич             | 1907—1993  | 25.10.1967             | Генерал-полковник артиллерии, начальник войск ПВО Сухопутных войск |
| Провалов, Константин Иванович             | 1906—1981  | 9.5.1961               | Первый заместитель командующего войсками Прикарпатского военного округа |
| Пронин, Владимир Васильевич               | род. 1948  | 12.6.2005              | Генерал-полковник милиции, начальник Главного управления внутренних дел Москвы |
| Псурцев, Николай Демьянович               | 1900—1980  | 20.4.1945              | Генерал-полковник войск связи, первый заместитель начальника Главного управления связи РККА                                                                                                  |
| Пуго, Борис Карлович                      | 1937—1991  | 4.2.1991               | Министр внутренних дел СССР |
| Путилин, Владислав Николаевич             | род. 1947  | 18.12.1997             | Начальник Главного организационно-мобилизационного управления Генерального штаба Вооружённых Сил Российской Федерации                                                                        |
| Путов, Валерий Владимирович               | род. 1954  | 2007                   | Начальник Регионального пограничного управления по Дальневосточному федеральному округу |
| Пухов, Николай Павлович                   | 1895—1958  | 26.8.1944              | Командующий 13-й армией 1-го Украинского фронта |
| Пырский, Иван Михайлович                  | 1906—1967  | 18.2.1958              | Генерал-полковник артиллерии, заместитель командующего артиллерией Советской Армии по реактивному вооружению и специальной технике                                                           |
| Пьянков, Борис Евгеньевич                 | 1935—2023  | 15.2.1988              | Командующий войсками Сибирского военного округа |

## Р
| Фамилия, имя, отчество             | Годы жизни | Дата присвоения звания | Занимаемая должность на момент присвоения звания |
| ---------------------------------- | ---------- | ---------------------- | --- |
| Ратушин, Виктор Михайлович         | 1953—2014  | ?.8.1997               | Командующий авиацией ФПС России |
| Резник, Николай Иванович           | 1948—2008  | 2003                   | Начальник Главного управления воспитательной работы Вооружённых Сил Российской Федерации                                                                                            |
| Резниченко, Николай Семёнович      | 1952—2021  |                        | Начальник Главного штаба ФПС России |
| Реймер, Александр Александрович    | род. 1958  | 2010                   | Генерал-полковник внутренней службы, директор Федеральной службы исполнения наказаний                                                                                               |
| Рейтер, Макс Андреевич             | 1886—1950  | 30.1.1943              | Командующий войсками Брянского фронта |
| Репин, Александр Константинович    | 1903—1976  | 30.4.1943              | Генерал-полковник инженерно-авиационной службы, начальник Главного управления инженерно-авиационной службы ВВС РККА                                                                 |
| Репин, Иван Петрович               | 1920—2007  | 10.2.1981              | Член Военного совета — начальник политуправления Московского военного округа |
| Реут, Фёдор Михайлович             | 1946—2011  | 29.11.1993             | Командующий Группой российских войск в Закавказье |
| Решетников, Василий Васильевич     | 1919—2023  | 29.4.1970              | Генерал-полковник авиации, заместитель Главнокомандующего ВВС |
| Решетников, Геннадий Михайлович    | 1939—2016  | 13.2.1992              | Начальник Военной командной академии ПВО имени Маршала Советского Союза Г. К. Жукова                                                                                                |
| Рогов, Александр Семёнович         | 1901—1992  | 27.4.1962              | Первый заместитель начальника Главного разведывательного управления Генерального штаба ВС СССР (снижен в звании до генерал-майора 09.03.1963 по «делу Пеньковского»)                |
| Рогов, Иван Васильевич             | 1899—1949  | 25.9.1944              | Генерал-полковник береговой службы, начальник Главного политического управления Рабоче-Крестьянского флота СССР — заместитель Народного комиссара Военно-Морского флота СССР        |
| Родимов, Пётр Васильевич           | 1902—1996  | 18.2.1958              | Генерал-полковник инженерно-технической службы, начальник Ленинградской военно-воздушной инженерной академии имени А. Ф. Можайского                                                 |
| Родимцев, Александр Ильич          | 1905—1977  | 9.5.1961               | Командующий 1-й гвардейской общевойсковой армией Киевского военного округа |
| Родин, Алексей Григорьевич         | 1902—1955  | 15.7.1944              | Генерал-полковник танковых войск, командующий бронетанковыми и механизированными войсками 3-го Белорусского фронта                                                                  |
| Родин, Виктор Семёнович            | 1928—2011  | 30.4.1982              | Член Военного совета — начальник политуправления Киевского военного округа |
| Родионов, Юрий Николаевич          | род. 1938  | 24.10.1991             | Начальник Главного управления кадров Министерства обороны СССР |
| Рожко, Вячеслав Викторович         | род. 1960  | 21.2.2015              | Заместитель главнокомандующего внутренними войсками МВД России по чрезвычайным ситуациям                                                                                            |
| Рожков, Владимир Васильевич        | 1946—2024  | 2004                   | Первый заместитель директора ФПС России |
| Рожков, Николай Степанович         | 1921—1992  | 5.5.1980               | Тыл Вооружённых сил СССР |
| Романенко, Николай Петрович        |            |                        | Руководитель Службы специальных объектов при Президенте Российской Федерации |
| Романенко, Прокофий Логвинович     | 1897—1949  | 15.7.1944              | Командующий 48-й армией 1-го Белорусского фронта |
| Романов, Александр Владимирович    | род. 1967  | 20.2.2020              | Генерал-полковник юстиции, заместитель министра внутренних дел Российской Федерации – начальник Следственного департамента МВД России                                               |
| Романов, Анатолий Александрович    | род. 1949  | 7.11.1995              | Командующий внутренними войсками МВД России |
| Романов, Георгий Павлович          | 1904—1988  | 16.6.1965              | Первый заместитель командующего войсками Московского военного округа |
| Романов, Семён Фёдорович           | 1922—1984  | 28.10.1976             | Первый заместитель начальника Главного оперативного управления Генерального штаба ВС СССР                                                                                           |
| Романовский, Владимир Захарович    | 1896—1967  | 11.7.1945              | Командующий войсками Воронежского военного округа |
| Романчук, Александр Владимирович   | род. 1959  | 17.2.2023              | Начальник Военного учебно-научного центра Сухопутных войск «Общевойсковая академия Вооружённых Сил Российской Федерации»                                                            |
| Ромодановский, Константин Олегович | 1956—2024  | 2007                   | Генерал-полковник милиции, руководитель Федеральной миграционной службы |
| Рубанов, Степан Ульянович          | 1901—1961  | 8.8.1955               | Генерал-полковник авиации, командующий ВВС Московского военного округа |
| Рубанюк, Иван Андреевич            | 1896—1959  | 8.8.1955               | Командующий 25-й армией Дальневосточного военного округа |
| Рубежной, Алексей Александрович    | род. 1964  | 2018                   | Заместитель директора Федеральной службы охраны Российской Федерации — начальник Службы безопасности президента Российской Федерации                                                |
| Рувимов, Владимир Сергеевич        | род. 1940  | 10.6.1994              | Заместитель главнокомандующего по вооружению — начальник вооружения Войск ПВО |
| Рудаков, Алексей Павлович          | 1917—1999  | 20.5.1971              | Заместитель Главного инспектора Министерства обороны СССР |
| Рудской, Сергей Фёдорович          | род. 1960  | 22.2.2017              | начальник Главного оперативного управления Генерального штаба Вооружённых сил Российской Федерации — заместитель начальника Генерального штаба Вооружённых Сил Российской Федерации |
| Рузляев, Владимир Викторович       | род. 1947  |                        | Командующий Кавказским особым пограничным округом ФПС России |
| Рукшин, Александр Сергеевич        | род. 1949  |                        | Начальник Главного оперативного управления Генерального штаба Вооружённых Сил Российской Федерации                                                                                  |
| Русанов, Евгений Александрович     | 1934—2019  | 25.4.1990              | Генерал-полковник авиации, начальник Службы безопасности полётов авиации Вооруженных Сил Российской Федерации                                                                       |
| Ручьев, Андрей Владимирович        | род. 1954  |                        | Начальник Управления ФСБ России по городу Санкт-Петербургу и Ленинградской области                                                                                                  |
| Рушайло, Владимир Борисович        | род. 1953  | 1.7.1999               | Министр внутренних дел Российской Федерации |
| Рыбалкин, Николай Николаевич       | род. 1958  |                        | Заместитель директора ФСБ России |
| Рыбальченко, Степан Дмитриевич     | 1903—1986  | 2.11.1944              | Генерал-полковник авиации, командующий 13-й воздушной армией Ленинградского фронта                                                                                                  |
| Рыбкин, Сергей Валентинович        | род. 1968  | 1.10.2021              | Начальник Центрального таможенного управления Федеральной таможенной службы Российской Федерации                                                                                    |
| Рыжи, Николай Кирьякович           | 1896—1972  | 18.2.1958              | Генерал-полковник артиллерии, начальник ракетных войск и артиллерии Туркестанского военного округа                                                                                  |
| Рытов, Андрей Герасимович          | 1907—1967  | 9.5.1961               | Генерал-полковник авиации, член Военного совета — начальник политуправления ВВС |
| Рябиков, Василий Михайлович        | 1907—1977  | 7.5.1966               | Генерал-полковник инженерно-технической службы, первый заместитель председателя Госплана СССР                                                                                       |
| Ряжских, Александр Александрович   | 1931—2009  | 30.4.1988              | Заместитель Главнокомандующего РВСН по вооружению |
| Ряхов, Анатолий Яковлевич          | 1929—2001  | 10.02.1981             | Командующий войсками Приволжского военного округа |

## С
| Фамилия, имя, отчество               | Годы жизни          | Дата присвоения звания | Занимаемая должность на момент присвоения звания |
| ------------------------------------ | ------------------- | ---------------------- | --- |
| Саввин, Василий Нестерович           | 1938—2020           | 24.12.1991             | Командующий внутренними войсками МВД СССР |
| Савенков, Александр Николаевич       | род. 1961           | 2003                   | Генерал-полковник юстиции, Главный военный прокурор — заместитель Генерального прокурора Российской Федерации |
| Савинкин, Николай Иванович           | 1913—1993           | 5.5.1976               | Начальник Отдела административных органов ЦК КПСС |
| Савоненков, Григорий Михайлович      | 1898—1975           | 7.5.1966               | Генерал-полковник интендантской службы, начальник Административно-хозяйственного управления Министерства обороны СССР |
| Садовенко, Юрий Эдуардович           | род. 1969           | 21.2.2014              | Заместитель министра обороны Российской Федерации — руководитель аппарата министра обороны Российской Федерации |
| Салтыков, Виталий Васильевич         | 1925—1997           | 30.10.1981             | Первый заместитель командующего войсками Закавказского военного округа |
| Самойленко, Виктор Григорьевич       | 1931—2022           | 15.2.1988              | Член Военного совета — начальник политуправления Прибалтийского военного округа |
| Самохин, Михаил Иванович             | 1902—1998           | 5.11.1944              | Генерал-полковник авиации, командующий ВВС Балтийского флота |
| Самсонов, Фёдор Александрович        | 1901—1980           | 18.11.1944             | Генерал-полковник артиллерии, начальник штаба артиллерии Управления командующего артиллерией Красной Армии |
| Сандалов, Леонид Михайлович          | 1900—1987           | 23.8.1944              | Начальник штаба 2-го Прибалтийского фронта |
| Санчик, Александр Семёнович          | род. 1966           | 9.12.2024              | врио командующего войсками Южного военного округа |
| Санько, Иван Федосеевич              | 1903—1985           | 25.10.1967             | Генерал-полковник артиллерии, начальник Управления боевой подготовки Управления командующего ракетными войсками и артиллерией Советской Армии |
| Сапегин, Сергей Сергеевич            | 1937—2011           | 14.11.1992             | Заместитель главнокомандующего Войсками ПВО |
| Сапков, Леонид Сергеевич             | 1918—2001           | 27.10.1977             | Генерал-полковник артиллерии, первый заместитель командующего ракетными войсками и артиллерией Сухопутных войск |
| Сапрыкин, Дмитрий Григорьевич        | 1912—1994           | 19.2.1968              | Генерал-полковник артиллерии, помощник Главнокомандующего Войск ПВО страны по военно-учебным заведениям |
| Сардаров, Сергей Аркадьевич          | 1909—1987           | 16.6.1965              | Генерал-полковник авиации, командующий 2-й отдельной армией ПВО |
| Сафонов, Анатолий Ефимович           | род. 1945           | 1.11.1993              | Первый заместитель министра безопасности Российской Федерации |
| Сафонов, Олег Александрович          | род. 1960           |                        | Генерал-полковник милиции, заместитель министра внутренних дел Российской Федерации (с 21.2.2014 генерал-полковник полиции, статс-секретарь — заместитель директора ФСКН России)                                                                              |
| Сахаровский, Александр Михайлович    | 1909—1983           | 19.12.1967             | Начальник Первого главного управления КГБ при Совете министров СССР |
| Свертилов, Николай Иванович          | род. 1947           | 2001                   | Начальник Главного ракетно-артиллерийского управления Министерства обороны Российской Федерации |
| Сверчевский, Кароль Карлович         | 1897—1947           | 11.7.1946              | Заместитель министра национальной обороны Польской Республики |
| Свиридов, Иван Васильевич            | 25.8.1923—22.9.2004 | 30.10.1981             | Начальник штаба Группы советских войск в Германии |
| Седов, Алексей Семёнович             | род. 1954           | 2004                   | Генерал-полковник полиции, заместитель директора ФСКН России |
| Седых, Виталий Викторович            | ????—2018           |                        | Командующий Тихоокеанским пограничным округом ФПС России |
| Селезнев, Николай Георгиевич         | 1907—1994           | 27.4.1962              | Генерал-полковник авиации, начальник кафедры Военной академии Генерального штаба Вооружённых Сил СССР |
| Селезнёв, Сергей Павлович            | 1944—1996           | 18.12.1991             | Командующий войсками Ленинградского военного округа |
| Селуянов, Виктор Николаевич          | 1945—7.12.2015      |                        | Заместитель начальника штаба по координации военного сотрудничества государств—участников СНГ |
| Семёнов, Андрей Геннадьевич          |                     | 9.12.2024              | заместитель Главнокомандующего Воздушно-Космическими Силами по вооружению |
| Семёнов, Иван Петрович               | 1919—2003           | 16.2.1979              | Начальник политотдела Военной академии Генерального штаба Вооружённых Сил СССР имени К. Е. Ворошилова |
| Семёнов, Пётр Сергеевич              | 1902—1986           | 18.2.1958              | Генерал-полковник артиллерии |
| Семиренко, Алексей Иванович          | 1928—2002           | 30.10.1981             | Первый заместитель командующего войсками Белорусского военного округа |
| Семериков, Валерий Анатольевич       | род. 1954           |                        | Заместитель директора ФПС России по тылу — начальник тыла ФПС России |
| Семичастный, Владимир Ефимович       | 1924—2001           | 9.12.1964              | Председатель КГБ при Совете Министров СССР |
| Сергеев, Анатолий Ипатович           | род. 1941           | 24.10.1991             | Командующий войсками Приволжского военного округа |
| Сергейчик, Михаил Алексеевич         | 1909—1993           | 13.2.1976              | Заместитель председателя Государственного комитета Совета министров СССР по внешнеэкономическим связям |
| Сергун, Игорь Дмитриевич             | 1957—2016           | 21.2.2015              | Начальник Главного управления Генерального штаба Вооружённых Сил Российской Федерации |
| Сердцев, Николай Иванович            | 1948—2021           | 2000                   | Начальник инженерных войск Министерства обороны Российской Федерации |
| Сердюков, Андрей Николаевич          | род. 1962           | 11.6.2015              | Начальник штаба Южного военного округа |
| Серебренников, Евгений Александрович | род. 1954           | 2002                   | Генерал-полковник внутренней службы, заместитель министра Российской Федерации по делам гражданской обороны, чрезвычайным ситуациям и ликвидации последствий стихийных бедствий                                                                               |
| Сивенок, Владимир Иванович           | 1922—2001           | 16.2.1979              | Командующий войсками Среднеазиатского военного округа |
| Сидельников, Николай Павлович        | 1899—1976           | 18.2.1958              | Начальник штаба Группы советских войск в Германии |
| Сиднев, Борис Арсеньевич             | 1911—1994           | 7.5.1960               | Генерал-полковник авиации, командующий 48-й воздушной армией Одесского военного округа |
| Сидоров, Анатолий Алексеевич         | род. 1958           | 20.2.2013              | Командующий войсками Западного военного округа |
| Сидоров, Михаил Дмитриевич           | 1918—2003           | 27.10.1977             | Генерал-полковник артиллерии, начальник штаба ракетных войск и артиллерии Сухопутных войск |
| Сидоров, Яков Ильич                  | 1920—2009           | 27.10.1977             | Заместитель начальника Главного разведывательного управления Генерального штаба ВС СССР |
| Сидорович, Георгий Степанович        | 1903—1985           | 27.4.1962              | Генерал-полковник танковых войск, заместитель председателя Государственного комитета Совета министров СССР по внешнеэкономическим связям |
| Силаков, Виктор Алексеевич           | 1926—2018           | 29.10.1987             | Член Военного совета — начальник политуправления Войск ПВО |
| Сильченко, Николай Кузьмич           | 1919—2010           | 6.11.1970              | Командующий войсками Уральского военного округа |
| Синицын, Виктор Павлович             | 1940—2019           | 18.12.1991             | Начальник Главного штаба — первый заместитель Главнокомандующего Войсками ПВО |
| Сироткин, Игорь Геннадьевич          | род. 1960           | 2016                   | Заместитель Директора ФСБ России — руководитель аппарата Национального антитеррористического комитета |
| Ситнов, Анатолий Петрович            | род. 1944           | 9.6.1993               | Начальник Главного ракетно-артиллерийского управления Министерства обороны Российской Федерации |
| Скворцов, Александр Сергеевич        | 1948–2017           | 2000                   | Заместитель начальника Генерального штаба Вооружённых Сил Российской Федерации |
| Сковордин, Юрий Петрович             | род. 1953           | 2004                   | Генерал-полковник милиции, начальник главного управления МВД России по Сибирскому федеральному округу |
| Скоков, Виктор Васильевич            | 1932—2013           | 29.10.1984             | Командующий войсками Северо-Кавказского военного округа |
| Скопинцев, Олег Валентинович         | 1963—2012           |                        | Первый заместитель начальника Службы контрразведки ФСБ России |
| Скоробогаткин, Константин Фёдорович  | 1901—1982           | 22.2.1963              | Начальник Военно-научного управления Генерального штаба ВС СССР |
| Скородумов, Александр Иванович       | род. 1948           | 11.7.2002              | Начальник Главного управления боевой подготовки Вооружённых Сил Российской Федерации |
| Скубилин, Василий Захарович          | 1923—1997           | 28.10.1976             | Генерал-полковник-инженер (с 26.04.1984 — генерал-полковник авиации), заместитель Главнокомандующего ВВС — главный инженер ВВС |
| Скуратов, Иван Сидорович             | род. 1940           | 10.6.1994              | Командующий береговыми войсками ВМФ |
| Слипченко, Пётр Филиппович           | 1917—1985           | 4.11.1973              | Генерал-полковник артиллерии, начальник Военной артиллерийской академии имени М. И. Калинина |
| Смирнов, Александр Тимофеевич        | 1914—2010           | 8.11.1971              | Генерал-полковник технических войск, начальник Главного автомобильного управления Министерства обороны СССР |
| Смирнов, Алексей Григорьевич         | 1923—2012           | 1978                   | Генерал-полковник артиллерии, заместитель по боевой подготовке Главнокомандующего Войск ПВО страны |
| Смирнов, Василий Васильевич          | род. 1950           | 2002                   | Начальник Главного организационно-мобилизационного управления — заместитель начальника Генерального штаба Вооружённых Сил Российской Федерации |
| Смирнов, Виктор Михайлович           | род. 1939           | 29.11.1993             | Командующий войсками ракетно-космической обороны Войск ПВО |
| Смирнов, Евгений Кириллович          | 1937—2018           | 25.4.1990              | Заместитель начальника Генерального штаба ВС СССР |
| Смирнов, Ефим Иванович               | 1904—1989           | 10.10.1943             | Генерал-полковник медицинской службы, начальник Главного военно-санитарного управления РККА |
| Смирный, Александр Михайлович        | род. 1959           | 2010                   | Генерал-полковник милиции (с 11.6.2011 генерал-полковник полиции), заместитель министра внутренних дел Российской Федерации |
| Смородинов, Иван Васильевич          | 1894—1953           | 12.10.1941             | Начальник штаба Дальневосточного фронта |
| Соболев, Валентин Алексеевич         | род. 1947           |                        | Первый заместитель директора ФСБ России |
| Соболев, Михаил Георгиевич           | 1917—1984           | 27.10.1977             | Заместитель начальника ГлавПУ |
| Созинов, Валентин Дмитриевич         | 1915—1997           | 29.4.1970              | Начальник Главного штаба Войск ПВО страны |
| Соколов, Валерий Сергеевич           | 1940—2021           | 1.11.1989              | Начальник штаба Главного командования войск Западного направления |
| Соколов, Владимир Сергеевич          | род. 1947           | 15.12.1995             | Заместитель председателя Государственной технической комиссии при Президенте Российской Федерации |
| Соколов, Иван Михайлович             | 1900—1982           | 2.11.1944              | Генерал-полковник авиации, командующий 7-й воздушной армией Карельского фронта |
| Сокольский, Александр Кузьмич        | 1903—1979           | 18.11.1944             | Генерал-полковник артиллерии, командующий артиллерией 2-го Белорусского фронта |
| Соловцов, Николай Евгеньевич         | род. 1949           | 23.2.1995              | Первый заместитель главнокомандующего РВСН |
| Соловьёв, Василий Петрович           | 1909—1994           | 19.2.1968              | Генерал-полковник артиллерии, начальник ракетных войск и артиллерии Киевского военного округа |
| Соловьёв, Евгений Борисович          | род. 1948           | 2003                   | Генерал-полковник милиции, заместитель министра внутренних дел Российской Федерации |
| Соловьёв, Николай Георгиевич         | род. 1949           | 1999                   | Генерал-полковник юстиции, первый заместитель министра внутренних дел Российской Федерации — начальник Следственного комитета при МВД России |
| Соловьёв, Юрий Васильевич            | 1948—2019           | 2003                   | Командующий войсками Командования специального назначения |
| Солодчук, Валерий Николаевич         |                     | 21.2.2025              | |
| Соломатин, Анатолий Васильевич       | род. 1939           | 10.6.1994              | Заместитель министра обороны Российской Федерации по строительству и расквартированию войск |
| Соломатин, Михаил Дмитриевич         | 1894—1986           | 26.10.1944             | Генерал-полковник танковых войск, начальник штаба Управления командующего бронетанковыми и механизированными войсками Красной Армии |
| Солтаганов, Вячеслав Фёдорович       | род. 1949           | 1999                   | Генерал-полковник налоговой полиции, директор Федеральной службы налоговой полиции |
| Сонин, Василий Васильевич            | род. 1977           | 5.5.2025               | Генерал-полковник полиции |
| Сорока, Михаил Владимирович          | род. 1937           |                        | Заместитель Главнокомандующего ВВС по боевой подготовке |
| Сорокин, Степан Андреевич            | 1900—1959           | 18.2.1958              | Генерал-полковник инженерно-технической службы |
| Сорочкин, Александр Сергеевич        | род. 1958           | 2011                   | Генерал-полковник юстиции, заместитель Председателя Следственного комитета Российской Федерации — руководитель Главного военного следственного управления |
| Соцков, Михаил Михайлович            | 1930—2013           | 30.4.1988              | Главный военный советник в Республике Афганистан |
| Сошников, Александр Николаевич       | 1925—1999           | 6.5.1989               | Генерал-полковник авиации, Отдел административных органов ЦК КПСС |
| Спиридонов, Владимир Леонидович      |                     | 21.2.2025              | |
| Средин, Геннадий Васильевич          | 1917—1991           | 4.11.1973              | Начальник Военно-политической академии им. В. И. Ленина |
| Степанов, Владимир Викторович        | род. 1959           | 21.2.2015              | Заместитель министра Российской Федерации по делам гражданской обороны, чрезвычайным ситуациям и ликвидации последствий стихийных бедствий |
| Степанюк, Леонид Иванович            | род. 1942           | 10.6.1994              | Командующий резерва и подготовки кадров ВВС |
| Степашин, Сергей Вадимович           | род. 1952           | 10.7.1998              | Министр внутренних дел Российской Федерации |
| Степичев, Василий Васильевич         | 1903—1982           | 8.8.1955               | Генерал-полковник авиации, командующий 57-й воздушной армией Прикарпатского военного округа |
| Степченко, Фёдор Петрович            | 1909—1978           | 22.2.1963              | Член Военного совета — начальник политуправления Закавказского военного округа |
| Стефановский, Геннадий Александрович | 1936—2006           | 16.8.1989              | Первый заместитель начальника ГлавПУ |
| Страшко, Владимир Петрович           | род. 1943           | 16.11.1998             | Генерал-полковник внутренней службы, заместитель министра внутренних дел Российской Федерации |
| Стрелков, Александр Александрович    | род. 1941           |                        | Заместитель директора ФСБ России |
| Стрельников, Владимир Константинович | 1925—2014           | 16.12.1982             | Начальник Военной инженерной радиотехнической академии противовоздушной обороны имени Л. А. Говорова |
| Стригунов, Виктор Николаевич         | род. 1958           | 10.6.2017              | Командующий Сибирским округом войск национальной гвардии Российской Федерации |
| Строилов, Георгий Андреевич          | 1916—1989           | 30.4.1982              | Первый заместитель председателя Гостехкомиссии СССР |
| Струков, Андрей Борисович            | род. 1977           | 11.6.2021              | Генерал-полковник таможенной службы, заместитель руководителя Федеральной таможенной службы Российской Федерации |
| Стрыгин, Сергей Васильевич           | род. 1950           |                        | Заместитель руководителя Федеральной службы охраны Российской Федерации — комендант Московского Кремля |
| Стычинский, Сергей Александрович     | 1924—2019           | 25.10.1979             | Начальник штаба — первый заместитель командующего войсками Прибалтийского военного округа |
| Суанов, Станислав Николаевич         | род. 1949           | 2000                   | Заместитель министра Российской Федерации по делам гражданской обороны, чрезвычайным ситуациям и ликвидации последствий стихийных бедствий |
| Супруновский, Анатолий Михайлович    | род. 1973           | 8.12.2021              | Генерал-полковник внутренней службы, заместитель министра Российской Федерации по делам гражданской обороны, чрезвычайным ситуациям и ликвидации последствий стихийных бедствий — главный государственный инспектор Российской Федерации по пожарному надзору |
| Сусайков, Иван Захарович             | 1903—1962           | 13.9.1944              | Генерал-полковник танковых войск, член Военного совета 2-го Украинского фронта |
| Сухов, Иван Прокофьевич              | 1895—1962           | 12.08.1955             | Генерал-полковник танковых войск, командующий бронетанковыми и механизированными войсками вооружённых сил Польской Народной Республики |
| Суходольский, Михаил Игоревич        | род. 1964           | 2008                   | Генерал-полковник милиции (с 11.6.2011 — генерал-полковник полиции) |
| Счётчиков, Георгий Семёнович         | 1908—1977           | 22.2.1963              | Генерал-полковник авиации, начальник штаба Главного управления гражданского воздушного флота при Совете Министров СССР |
| Сысоев, Евгений Сергеевич            | род. 1959           | 2014                   | Заместитель директора ФСБ России — руководитель аппарата Национального антитеррористического комитета |
| Сысоев, Пётр Иванович                | 1920—2002           | 4.11.1973              | Первый заместитель начальника Тыла Вооружённых Сил СССР |
| Сычев, Владилен Иванович             | 1945—2024           |                        | Начальник Академии гражданской защиты МЧС России |

## Т
| Фамилия, имя, отчество            | Годы жизни | Дата присвоения звания | Занимаемая должность на момент присвоения звания                                                                                            |
| --------------------------------- | ---------- | ---------------------- | --- |
| Танкаев, Магомед Танкаевич        | 1919—1998  | 21.2.1969              | Командующий Северной группой войск |
| Таранович, Владимир Эрастович     | 1897—1983  | 26.10.1944             | Генерал-полковник артиллерии, заместитель командующего бронетанковыми и механизированными войсками Красной Армии по артиллерии              |
| Тарасенко, Анатолий Фёдорович     | 1941—2023  | 5.5.1995               | Начальник Службы безопасности полётов авиации Вооружённых Сил Российской Федерации                                                          |
| Тарасенко, Павел Павлович         | род. 1948  | 17.2.1999              | Начальник Тихоокеанского регионального управления ФПС России                                                                                |
| Тарасов, Александр Павлович       | 1904—1958  | 17.3.1954              | Начальник штаба Группы советских войск в Германии                                                                                           |
| Тарасов, Георгий Тарасович        | 1924—2005  | 16.12.1982             | Первый заместитель начальника Тыла Вооружённых сил СССР                                                                                     |
| Татько, Александр Евгеньевич      | род. 1957  | 2014                   | Первый заместитель руководителя Службы по защите конституционного строя и борьбе с терроризмом ФСБ России                                   |
| Тенищев, Иван Иванович            | 1921—2006  | 2.11.1972              | Командующий Центральной группой войск |
| Теплинский, Михаил Юрьевич        | род. 1969  | 8.12.2021              | Начальник штаба — первый заместитель командующего войсками Центрального военного округа                                                     |
| Терентьев, Антон Владимирович     | род. 1941  | 10.6.1994              | Начальник штаба — заместитель Главнокомандующего Западной группы войск                                                                      |
| Терещенко, Михаил Никитович       | 1922—2010  | 25.10.1979             | Первый заместитель начальника штаба Объединенных Вооружённых Сил государств — участников Варшавского договора                               |
| Тетерин, Иван Михайлович          | род. 1952  | 2008                   | Генерал-полковник внутренней службы, начальник Академии Государственной противопожарной службы МЧС России                                   |
| Тимофеев, Валерий Александрович   | 1941—2016  |                        | Начальник Академии ФСБ России |
| Тимохин, Евгений Леонидович       | 1938—2006  | 24.10.1991             | Начальник Главного разведывательного управления Генерального штаба ВС СССР/Российской Федерации                                             |
| Титов, Герман Степанович          | 1935—2000  | 17.2.1988              | Первый заместитель начальника космических средств Министерства обороны СССР по опытно-конструкторским и научно-исследовательским работам    |
| Тихонов, Александр Евгеньевич     | род. 1952  | 1999                   | Начальник Центра специального назначения ФСБ России                                                                                         |
| Тихонов, Валерий Владимирович     | род. 1951  |                        | Директор Государственной фельдъегерской службы Российской Федерации                                                                         |
| Ткачёв, Николай Фёдорович         | род. 1949  | 2003                   | Начальник штаба — первый заместитель командующего войсками Приволжско-Уральского военного округа                                            |
| Толоконников, Лев Сергеевич       | 1911—1976  | 8.11.1973              | Генерал-полковник инженерно-технической службы, заместитель начальника Главного разведывательного управления Генерального штаба ВС СССР     |
| Толстиков, Олег Викторович        | 1905—1971  | 18.2.1958              | Генерал-полковник авиации, первый заместитель министра внутренних дел СССР по местной ПВО                                                   |
| Томашевский, Александр Николаевич | 1914—1986  | 25.10.1967             | Генерал-полковник авиации, командующий авиацией Тихоокеанского флота                                                                        |
| Тонких, Фёдор Петрович            | 1912—1987  | 22.2.1971              | Начальник Военной академии имени Ф. Э. Дзержинского                                                                                         |
| Тонкошкуров, Василий Петрович     | род. 1960  | 11.12.2015             | Начальник Главного организационно-мобилизационного управления Генерального Штаба Вооружённых Сил Российской Федерации                       |
| Топчий, Сергей Степанович         | 1954—2020  | 14.6.2012              | Главный инспектор-координатор Главного командования внутренних войск Министерства внутренних дел Российской Федерации                       |
| Тоузаков, Евгений Александрович   | 1922—1995  | 1.11.1980              | Начальник штаба — первый заместитель командующего войсками Ленинградского военного округа                                                   |
| Третьяков, Валерий Степанович     | род. 1941  | 24.10.1991             | Командующий войсками Забайкальского военного округа                                                                                         |
| Трофименко, Сергей Георгиевич     | 1899—1953  | 13.9.1944              | командующий 27-й армией 2-го Украинского фронта                                                                                             |
| Трофимов, Анатолий Васильевич     | 1940—2005  |                        | Заместитель директора ФСБ России |
| Троценко, Ефим Григорьевич        | 1901—1972  | 31.5.1954              | Командующий войсками Забайкальского военного округа                                                                                         |
| Трошев, Геннадий Николаевич       | 1947—2008  | 22.2.2000              | Заместитель командующего войсками Северо-Кавказского военного округа                                                                        |
| Трубников, Кузьма Петрович        | 1888—1974  | 17.2.1945              | Заместитель командующего 2-м Белорусским фронтом                                                                                            |
| Трусов, Константин Александрович  | 1919—1981  | 28.10.1976             | Генерал-полковник-инженер, первый заместитель начальника вооружения Вооружённых Сил СССР                                                    |
| Труфанов, Виктор Трофимович       | род. 1952  |                        | Заместитель директора ФПС России |
| Труфанов, Николай Иванович        | 1900—1982  | 8.8.1955               | Первый заместитель командующего войсками Дальневосточного военного округа                                                                   |
| Трушин, Василий Петрович          | 1934—2006  | 29.4.1988              | Генерал-полковник внутренней службы, министр внутренних дел РСФСР                                                                           |
| Туманов, Александр Васильевич     | род. 1938  | 8.5.1993               | Начальник Главного управления специального строительства Российской Федерации                                                               |
| Тупиков, Георгий Николаевич       | 1907—1961  | 18.2.1958              | Генерал-полковник авиации, командующий 43-й воздушной армией Дальней авиации                                                                |
| Туполев, Андрей Николаевич        | 1888—1972  | 25.10.1967             | Генерал-полковник инженерно-технической службы (позже — генерал-полковник-инженер), генеральный конструктор авиационной промышленности СССР |
| Турантаев, Владимир Владимирович  | 1912—1978  | 22.2.1963              | Заместитель начальника Генерального штаба ВС СССР                                                                                           |
| Туркель, Иван Лукич               | 1903—1983  | 1.3.1946               | Генерал-полковник авиации, генерал-инспектор ВВС РККА                                                                                       |
| Турченюк, Игорь Николаевич        | род. 1959  | 4.6.2022               | Командующий Южным округом войск Национальной гвардии Российской Федерации                                                                   |
| Тутаринов, Иван Васильевич        | 1904—1978  | 9.5.1961               | Командующий Воздушно-десантными войсками |
| Тухаринов, Юрий Владимирович      | 1927—1998  | 3.11.1981              | Первый заместитель командующего войсками Туркестанского военного округа                                                                     |
| Тымко, Александр Иванович         | род. 1948  |                        | Первый заместитель директора — начальник Главного штаба ФПС России                                                                          |
| Тягунов, Михаил Александрович     | 1925—1997  | 7.5.1980               | Командующий войсками Уральского военного округа                                                                                             |

## У
| Фамилия, имя, отчество        | Годы жизни | Дата присвоения звания | Занимаемая должность на момент присвоения звания                                                                         |
| ----------------------------- | ---------- | ---------------------- | --- |
| Ульрих, Василий Васильевич    | 1889—1951  | 11.03.1943             | Генерал-полковник юстиции, председатель Военной коллегии Верховного Суда — заместитель председателя Верховного Суда СССР |
| Устинов, Евгений Алексеевич   | род. 1960  | 12.12.2018             | Начальник штаба Центрального военного округа                                                                             |
| Уткин, Борис Павлович         | 1923—2023  | 29.04.1985             | Заместитель начальника ГлавПУ                                                                                            |
| Ушаков, Вячеслав Николаевич   | род. 1951  |                        | Заместитель директора ФСБ России                                                                                         |
| Ушаков, Сергей Константинович | род. 1952  |                        | Заместитель директора ФСО России                                                                                         |
| Ушаков, Сергей Фёдорович      | 1908—1986  | 19.02.1968             | Генерал-полковник авиации, первый заместитель начальника Главного штаба ВВС                                              |

## Ф
| Фамилия, имя, отчество          | Годы жизни | Дата присвоения звания | Занимаемая должность на момент присвоения звания |
| ------------------------------- | ---------- | ---------------------- | --- |
| Фабриков, Иван Артемьевич       | 1920—1996  | 16.02.1979             | Заместитель Главнокомандующего Объединёнными Вооружёнными силами государств-участников Варшавского договора — председатель Технического комитета                               |
| Фаддеев, Дмитрий Леонидович     | род. 1951  |                        | Статс-секретарь — заместитель директора СВР России |
| Фёдоров, Александр Вячеславович | род. 1956  |                        | Статс-секретарь — заместитель директора ФСКН России |
| Фёдоров, Алексей Фёдорович      | 1920—1997  | 30.10.1981             | Генерал-полковник-инженер, начальник Главного квартирно-эксплуатационного управления — заместитель начальника строительства и расквартирования войск Министерства обороны СССР |
| Фёдоров, Валерий Иванович       | род. 1943  | 1997                   | Генерал-полковник милиции, заместитель министра внутренних дел Российской Федерации — начальник Главного управления кадров                                                     |
| Федоряк, Николай Александрович  | род. 1949  |                        | ФСБ России |
| Фетисов, Андрей Александрович   | род. 1949  |                        | Руководитель Научно-технической службы ФСБ России |
| Филатов, Геннадий Васильевич    | 1936—2013  | 1992                   | Начальник штаба Гражданской обороны Российской Федерации |
| Филиппов, Василий Васильевич    | 1920—2006  | 25.4.1975              | Генерал-полковник-инженер, начальник Военной инженерной академии им. профессора Н. Е. Жуковского                                                                               |
| Филиппов, Владимир Иванович     | род. 1955  |                        | Начальник войск радиационной, химической и биологической защиты Вооружённых Сил Российской Федерации                                                                           |
| Фокин, Василий Васильевич       | 1907—1981  | 7.5.1960               | Генерал-полковник авиации, первый заместитель командующего войсками Московского округа ПВО                                                                                     |
| Фомин, Александр Васильевич     | род. 1959  | 22.2.2018              | Заместитель министра обороны Российской Федерации |
| Фомин, Николай Сергеевич        | 1895—1987  | 1.7.1944               | Генерал-полковник артиллерии, командующий артиллерией 2-го Украинского фронта                                                                                                  |
| Фомичёв, Павел Васильевич       | 1920—1992  | 16.12.1982             | Член Военного Совета — начальник политуправления Прикарпатского военного округа                                                                                                |
| Фридинский, Сергей Николаевич   | род. 1958  | 2007                   | Генерал-полковник юстиции, заместитель Генерального прокурора Российской Федерации — главный военный прокурор                                                                  |
| Фроленков, Михаил Николаевич    | 1910—2004  | 19.2.1968              | Главный военный советник в Сирийской Арабской Республике |
| Фролов, Александр Александрович | 1912—1975  | 19.02.1968             | Генерал-полковник войск связи, начальник Военной академии связи им. С. М. Будённого                                                                                            |
| Фролов, Валериан Александрович  | 1895—1961  | 28.4.1943              | Командующий Карельским фронтом |
| Фролов, Василий Алексеевич      | род. 1937  | 1991                   | Начальник Главного управления специальных программ при Президенте Российской Федерации                                                                                         |
| Фролов, Иван Фёдорович          | 1902—1968  | 18.2.1958              | Генерал-полковник артиллерии, начальник ракетных войск и артиллерии Группы советских войск в Германии                                                                          |
| Фролов, Николай Алексеевич      | род. 1948  | 2006                   | Начальник ПВО Сухопутных войск |
| Фуженко, Иван Васильевич        | 1937—2011  | 4.5.1989               | Командующий войсками Туркестанского военного округа |

## Х
| Фамилия, имя, отчество           | Годы жизни | Дата присвоения звания | Занимаемая должность на момент присвоения звания |
| -------------------------------- | ---------- | ---------------------- | --- |
| Халипов, Иван Фёдорович          | 1914—1975  | 25.10.1967             | Член Военного совета — начальник политуправления Войск ПВО страны |
| Харичкин, Олег Николаевич        | род. 1955  | 2006                   | Генерал-полковник полиции, заместитель директора ФСКН России |
| Харламов, Семён Ильич            | 1921—1990  | 25.04.1975             | Генерал-полковник авиации, заместитель председателя ЦК ДОСААФ по авиации                                                                                                 |
| Харченко, Дмитрий Константинович | род. 1947  | 5.5.1995               | Начальник Главного управления международного военного сотрудничества Министерства обороны Российской Федерации                                                           |
| Хлебников, Николай Михайлович    | 1895—1981  | 28.6.1944              | Генерал-полковник артиллерии, командующий артиллерией 1-го Прибалтийского фронта                                                                                         |
| Хлопенко, Алексей Ефимович       | 1915—2003  | 2.11.1972              | Генерал-полковник артиллерии, генерал-инспектор Главной инспекции Министерства обороны СССР                                                                              |
| Хозин, Михаил Семёнович          | 1896—1979  | 19.1.1943              | Командующий группой войск Северо-Западного фронта |
| Холопов, Александр Иванович      | 1921—2000  | 27.10.1977             | Начальник Военного инженерного института имени А. Ф. Можайского |
| Холстов, Виктор Иванович         | род. 1947  | 2001                   | Начальник войск радиационной, химической и биологической защиты Вооружённых Сил Российской Федерации                                                                     |
| Хомуло, Михаил Григорьевич       | 1919—1998  | 19.2.1968              | Первый заместитель Главнокомандующего Группой советских войск в Германии                                                                                                 |
| Хохлов, Василий Исидорович       | 1900—1956  | 18.11.1944             | Генерал-полковник артиллерии, председатель Артиллерийского комитета и заместитель начальника Главного артиллерийского управления РККА по научно-исследовательской работе |
| Храмов, Олег Владимирович        | род. 1955  |                        | Первый заместитель руководителя службы ФСБ России |
| Храпов, Андрей Иванович          | род. 1970  | 7.11.2022              | Генерал-полковник полиции, заместитель министра внутренних дел Российской Федерации                                                                                      |
| Хренов, Аркадий Фёдорович        | 1900—1987  | 2.11.1944              | Генерал-полковник инженерных войск, начальник инженерных войск Карельского фронта                                                                                        |
| Хрюкин, Тимофей Тимофеевич       | 1910—1953  | 11.5.1944              | Генерал-полковник авиации, командующий 1-й воздушной армией 3-го Белорусского фронта                                                                                     |
| Хюпенен, Анатолий Иванович       | 1928—2019  | 29.10.1984             | Командующий зенитно-ракетными войсками Войск ПВО |

## Ц
| Фамилия, имя, отчество        | Годы жизни | Дата присвоения звания | Занимаемая должность на момент присвоения звания                                                                                         |
| ----------------------------- | ---------- | ---------------------- | --- |
| Царенко, Александр Васильевич | род. 1948  |                        | Заместитель директора ФСБ России — начальник Управления ФСБ России по Москве и Московской области                                        |
| Царьков, Владимир Георгиевич  | 1933—2022  | 7.5.1989               | Генерал-полковник авиации, первый заместитель Главнокомандующего войсками ПВО по вопросам ПВО государств—участников Варшавского договора |
| Цветаев, Вячеслав Дмитриевич  | 1893—1950  | 18.9.1943              | Командующий 5-й ударной армией 4-го Украинского фронта                                                                                   |
| Цирлин, Александр Данилович   | 1902—1976  | 20.6.1945              | Генерал-полковник инженерных войск, начальник инженерных войск Забайкальского фронта                                                     |
| Цоколаев, Эльдар Вениаминович | 1929—2006  | 3.11.1983              | Генерал-полковник авиации, командующий ВВС Прикарпатского военного округа                                                                |
| Цыганов, Николай Георгиевич   | 1909—1970  | 9.5.1961               | Заместитель начальника Главного штаба Войск ПВО страны                                                                                   |

## Ч
| Фамилия, имя, отчество            | Годы жизни | Дата присвоения звания | Занимаемая должность на момент присвоения звания |
| --------------------------------- | ---------- | ---------------------- | --- |
| Чайко, Александр Юрьевич          | род. 1971  | 11.6.2021              | Заместитель начальника Генерального штаба Вооружённых Сил Российской Федерации |
| Чанчибадзе, Порфирий Георгиевич   | 1901—1950  | 2.7.1945               | Командующий 2-й гвардейской армией 3-го Белорусского фронта |
| Чарнявский, Болеслав Болеславович | 1898—1961  | 11.7.1946              | Генерал-полковник артиллерии, главный инспектор артиллерии вооружённых сил Польши |
| Чекалин, Александр Алексеевич     | род. 1947  | 2001                   | Генерал-полковник милиции, первый заместитель командующего Объединённой группировкой войск (сил) по проведению контртеррористических операций на территории Северо-Кавказского региона Российской Федерации |
| Чеков, Николай Васильевич         | 1931—1996  | 27.10.1988             | Заместитель министра обороны СССР по строительству и расквартированию войск |
| Чельцов, Борис Фёдорович          | 1947—2014  |                        | Начальник Главного штаба — первый заместитель Главнокомандующего ВВС |
| Чемезов, Сергей Викторович        | род. 1952  |                        | |
| Ченчик, Сергей Михайлович         | род. 1962  | 9.11.2011              | Генерал-полковник полиции, начальник Главного управления МВД России по Северо-Кавказскому округу (с 20.5.2016 генерал-полковник)                                                                            |
| Червов, Николай Фёдорович         | 1922—2013  | 30.10.1981             | Генеральный штаб Вооружённых сил СССР |
| Червяков, Николай Фёдорович       | 1907—1995  | 21.2.1969              | Генерал-полковник инженерно-технической службы, начальник Главного управления эксплуатации ракетного вооружения — заместитель Главнокомандующего РВСН по эксплуатации ракетного вооружения                  |
| Черевиченко, Яков Тимофеевич      | 1894—1976  | 22.2.1941              | Командующий войсками Одесского военного округа |
| Черёмухин, Игорь Григорьевич      | 1951—2013  | ??.5.2002              | Заместитель директора — начальник Департамента тыла ФПС России |
| Черкашин, Николай Фёдорович       | 1922—1999  | 25.10.1979             | Генерал-полковник артиллерии, командующий 1-й армией ПВО Особого назначения Московского округа ПВО |
| Черненко, Андрей Григорьевич      | род. 1953  | 1999                   | Генерал-полковник внутренней службы, директор Государственной фельдъегерской службы при Правительстве Российской Федерации                                                                                  |
| Чернов, Олег Дмитриевич           | род. 1951  |                        | Заместитель секретаря Совета Безопасности Российской Федерации |
| Чернышёв, Василий Васильевич      | 1896—1952  | 9.7.1945               | Заместитель Народного комиссара внутренних дел СССР |
| Чернявский, Фёдор Логвинович      | 1918—1996  | 4.5.1981               | Начальник Управления ракетных войск Главного оперативного управления Генерального штаба Вооружённых сил СССР                                                                                                |
| Чертков, Виктор Кузьмич           | 1942—2025  | 10.6.1994              | Начальник Военной академии противовоздушной обороны Сухопутных войск Российской Федерации |
| Чесноков, Юрий Тимофеевич         | 1928—2004  | 16.12.1982             | Генерал-полковник артиллерии, командующий ПВО Сухопутных войск |
| Четвериков, Николай Иванович      | 1897—1982  | 18.2.1958              | Начальник Организационно-учетного управления Генерального штаба ВС СССР |
| Чечеватов, Виктор Степанович      | род. 1945  | 7.2.1991               | Командующий войсками Киевского военного округа |
| Чечулин, Пётр Петрович            | 1896—1971  | 18.11.1944             | Генерал-полковник инженерно-артиллерийской службы, заместитель начальника Главного артиллерийского управления РККА по производству вооружения и боеприпасов                                                 |
| Чибисов, Никандр Евлампиевич      | 1892—1959  | 7.11.1943              | командующий 3-й ударной армией 2-го Прибалтийского фронта |
| Чиж, Владимир Филиппович          | 1907—1986  | 9.5.1961               | Начальник штаба — первый заместитель командующего войсками Одесского военного округа |
| Чиж, Иван Михайлович              | род. 1949  | 4.8.1994               | Генерал-полковник медицинской службы, начальник Главного военно-медицинского управления Минобороны России — начальник медицинской службы Вооружённых Сил Российской Федерации                               |
| Чиндаров, Александр Алексеевич    | род. 1948  |                        | Первый заместитель командующего Воздушно-десантными войсками |
| Чиркин, Владимир Валентинович     | род. 1955  | 11.6.2011              | Командующий войсками Центрального военного округа |
| Чистяков, Иван Михайлович         | 1900—1979  | 28.6.1944              | Командующий 6-й гвардейской армией 1-го Прибалтийского фронта |
| Чукарин, Николай Иванович         | 1934—2014  | 25.4.1990              | Заместитель Главнокомандующего Войсками ПВО |
| Чупиков, Павел Фёдорович          | 1913—1987  | 25.10.1967             | Генерал-полковник авиации, генерал-инспектор Инспекции ВВС Главной инспекции Министерства обороны СССР |
| Чуприян, Александр Петрович       | род. 1958  | 2008                   | Генерал-полковник внутренней службы, заместитель министра Российской Федерации по делам гражданской обороны, чрезвычайным ситуациям и ликвидации последствий стихийных бедствий                             |
| Чуранов, Владимир Тимофеевич      | 1945—2023  | 29.11.1993             | Начальник Тыла Вооружённых Сил Российской Федерации |
| Чурбанов, Юрий Михайлович         | 1936—2013  | 30.10.1981             | Заместитель министра внутренних дел СССР |
| Чухнов, Иван Филиппович           | 1904—1965  | 8.8.1955               | Генерал-полковник технических войск, начальник химических войск Министерства обороны СССР |
| Чучев, Григорий Алексеевич        | 1908—1973  | 7.5.1960               | Генерал-полковник авиации, заместитель Главнокомандующего ВВС по боевой подготовке |

## Ш
| Фамилия, имя, отчество          | Годы жизни          | Дата присвоения звания | Занимаемая должность на момент присвоения звания |
| ------------------------------- | ------------------- | ---------------------- | --- |
| Шалин, Михаил Алексеевич        | 1897—1970           | 31.5.1954              | Начальник Главного разведывательного управления Генерального Штаба ВС СССР                                                                           |
| Шальков, Дмитрий Владиславович  | род. 1967           |                        | Генерал-полковник юстиции, статс-секретарь — заместитель директора ФСБ России                                                                        |
| Шаманов, Владимир Анатольевич   | род. 1957           | 30.5.2012              | Командующий Воздушно-десантными войсками |
| Шамахов, Владимир Александрович | род. 1952           | 25.02.2000             | Генерал-полковник таможенной службы, первый заместитель председателя Государственного таможенного комитета                                           |
| Шанкин, Юрий Петрович           | 1947—2005           |                        | заместитель генерального директора — статс-секретарь Федерального агентства правительственной связи и информации при Президенте Российской Федерации |
| Шарохин, Михаил Николаевич      | 1898—1974           | 19.4.1945              | Командующий 57-й армией 3-го Украинского фронта |
| Шаталин, Юрий Васильевич        | 1934—2000           | 29.10.1987             | Начальник внутренних войск МВД СССР |
| Шатилов, Василий Митрофанович   | 1902—1995           | 22.2.1963              | Первый заместитель командующего войсками Дальневосточного военного округа                                                                            |
| Шафранов, Пётр Григорьевич      | 1901—1972           | 18.2.1958              | начальник Военной командной академии ПВО |
| Шахурин, Алексей Иванович       | 1904—1975           | 19.8.1944              | Генерал-полковник инженерно-авиационной службы, Народный комиссар авиационной промышленности СССР                                                    |
| Швецов, Василий Иванович        | 1898—1958           | 31.5.1954              | Командующий 39-й общевойсковой армией Забайкальского военного округа                                                                                 |
| Шебунин, Александр Иванович     | 1896—1975           | 19.4.1945              | Генерал-полковник интендантской службы, начальник тыла 3-го Украинского фронта                                                                       |
| Шевелёв, Павел Фёдорович        | 1917—2000           | 23.02.1972             | Генерал-полковник авиации, командующий 12-й отдельной армией ПВО                                                                                     |
| Шевцов, Александр Григорьевич   | 1918—1988           | 25.10.1967             | Начальник Главного штаба Ракетных войск стратегического назначения                                                                                   |
| Шевцов, Иван Андреевич          | 1919—2008           | 5.05.1976              | Командующий 31-й ракетной армией РВСН |
| Шевцов, Леонтий Павлович        | род. 1946           | 9.2.1995               | Заместитель начальника Главного оперативного управления Генерального штаба Вооружённых Сил Российской Федерации                                      |
| Шевченко, Юрий Леонидович       | род. 1947           | 5.5.1995               | Генерал-полковник медицинской службы, начальник Военно-медицинской академии имени С. М. Кирова                                                       |
| Шеин, Борис Петрович            | 1937—2011           | 1.11.1989              | Главный военный консультант в Республике Афганистан                                                                                                  |
| Шекин, Михаил Васильевич        | род. 1958           |                        | Руководитель Службы обеспечения деятельности ФСБ России                                                                                              |
| Шеметов, Виктор Иванович        | род. 1950           | ??.2.2002              | Начальник штаба — первый заместитель командующего войсками Дальневосточного военного округа                                                          |
| Шерстюк, Владислав Петрович     | род. 1940           |                        | ФАПСИ |
| Шикин, Иосиф Васильевич         | 1906—1973           | 8.9.1945               | Член Военного совета Главного командования советских войск на Дальнем Востоке                                                                        |
| Шилов, Иван Фёдорович           | 1930—2021           | 7.5.1991               | Генерал-полковник внутренней службы, первый заместитель министра внутренних дел СССР                                                                 |
| Шиловский, Владимир Петрович    | 1927—2021           | 16.12.1982             | Командующий 27-й гвардейской ракетной армией |
| Шиманов, Николай Сергеевич      | 1901—1972           | 4.2.1944               | Генерал-полковник авиации, член Военного совета ВВС, заведующий авиационным отделом ЦК ВКП(б)                                                        |
| Шинкаренко, Фёдор Иванович      | 1913—1994           | 23.2.1967              | Генерал-полковник авиации, командующий 30-й воздушной армией Прибалтийского военного округа                                                          |
| Ширинкин, Алексей Иванович      | 1925—2017           | 5.11.1985              | Член Военного совета — начальник политуправления Главного командования войск Южного направления                                                      |
| Шишин, Сергей Владимирович      | род. 1963           | 2006                   | Руководитель Службы обеспечения деятельности ФСБ России                                                                                              |
| Шишкин, Виктор Михайлович       | 1929—2004           | 30.04.1988             | Генерал-полковник авиации, главный инженер ВВС |
| Шишков, Николай Георгиевич      | 1920—1999           | 3.2.1984               | Генерал-полковник авиации, начальник вооружения ВВС — заместитель Главнокомандующего ВВС по вооружению                                               |
| Шканакин, Владимир Геннадьевич  | род. 1935           | 24.10.1991             | Генерал-полковник авиации, командующий 73-й воздушной армией Туркестанского военного округа                                                          |
| Шкирко, Анатолий Афанасьевич    | род. 1947           | 30.3.1996              | Командующий внутренними войсками МВД России — заместитель министра внутренних дел Российской Федерации                                               |
| Шлёмин, Виктор Борисович        |                     |                        | Статс-секретарь — заместитель директора Федеральной службы охраны Российской Федерации                                                               |
| Шляга, Николай Иванович         | 1935—2004           | 1.11.1989              | Первый заместитель начальника ГлавПУР |
| Шляков, Сергей Анатольевич      | род. 1955           |                        | начальник Академии гражданской защиты МЧС России |
| Шляхтин, Владимир Иванович      | 1940—2003           | 8.11.1992              | Заместитель министра безопасности Российской Федерации — командующий Пограничными войсками Российской Федерации                                      |
| Шляхтуров, Александр Васильевич | род. 1947           | 11.6.2011              | Начальник Главного управления Генерального штаба Вооружённых Сил Российской Федерации                                                                |
| Шмелёв, Алексей Иванович        | 1905—1984           | 16.06.1965             | политработник |
| Шмелёв, Иван Михайлович         |                     | 29.3.2023              | Начальник Главного управления собственной безопасности Федеральной службы войск национальной гвардии Российской Федерации                            |
| Шпагин, Валерий Васильевич      | род. 1953           | 17.6.2000              | Генерал-полковник таможенной службы, заместитель председателя Государственного таможенного комитета                                                  |
| Шпак, Георгий Иванович          | род. 1943           | ??.2.1997              | Командующий Воздушно-десантными войсками |
| Шпаков, Николай Петрович        | 10.7.1930—12.2.2003 | 18.02.1985             | Командующий 1-й Краснознамённой армией ПВО Особого назначения ордена Ленина Московского округа ПВО                                                   |
| Штерн, Григорий Михайлович      | 1900—1941           | 4.6.1940               | |
| Штыков, Терентий Фомич          | 1907—1964           | 2.11.1944              | Член Военного совета Карельского фронта |
| Шулика, Виталий Дмитриевич      | род. 1970           | 18.02.2021             | Генерал-полковник полиции, заместитель министра внутренних дел Российской Федерации                                                                  |
| Шульц, Владимир Леопольдович    | род. 1948           | 2000                   | Статс-секретарь — заместитель директора ФСБ России                                                                                                   |
| Шумилин, Борис Тихонович        | 1922—2003           | 30.10.1981             | Генерал-полковник внутренней службы, заместитель министра внутренних дел СССР                                                                        |
| Шумилов, Леонид Вениаминович    | род. 1935           | 29.04.1991             | Начальник Государственной экспертизы и инспекции Министерства обороны СССР                                                                           |
| Шумилов, Михаил Степанович      | 1895—1975           | 20.10.1943             | Командующий 7-й гвардейской армии Степного фронта |
| Шумов, Владимир Георгиевич      | 1941—2020           |                        | Генерал-полковник милиции, и. о. министра внутренних дел Чеченской Республике                                                                        |
| Шурупов, Александр Георгиевич   | 1919—1982           | 19.2.1968              | Командующий 8-й гвардейской армией ГСВГ |
| Шустко, Лев Сергеевич           | 1935—2004           | 8.5.1987               | Командующий войсками Северо-Кавказского военного округа                                                                                              |
| Шутов, Владимир Петрович        | 1924—1987           | 16.12.1982             | заместитель начальника Главного оперативного управления Генерального штаба Вооружённых сил СССР                                                      |

## Щ
| Фамилия, имя, отчество        | Годы жизни | Дата присвоения звания | Занимаемая должность на дату присвоения звания                                                                                      |
| ----------------------------- | ---------- | ---------------------- | --- |
| Щаденко, Ефим Афанасьевич     | 1885—1951  | 6.12.1942              | Заместитель Наркома обороны СССР — начальник Главного управления формирования и укомплектования войск РККА                          |
| Щадрин, Сергей Фёдорович      | род. 1949  | 2001                   | Генерал-полковник милиции, заместитель министра внутренних дел Российской Федерации — руководитель Службы общественной безопасности |
| Щербаков, Александр Сергеевич | 1901—1945  | 17.9.1943              | Начальник Главного политического управления РККА                                                                                    |
| Щербаков, Алексей Анатольевич | род. 1941  |                        | Заместитель директора СВР России |
| Щербаков, Алексей Сергеевич   | род. 1948  |                        | Заместитель директора ФПС России |
| Щербаков, Владимир Филиппович | род. 1955  | 2003                   | Генерал-полковник милиции, начальник Главного управления МВД России по Приволжскому федеральному округу                             |

## Ю
| Фамилия, имя, отчество         | Годы жизни | Дата присвоения звания | Занимаемая должность на момент присвоения звания                                 |
| ------------------------------ | ---------- | ---------------------- | -------------------------------------------------------------------------------- |
| Юдин, Андрей Вячеславович      | род. 1962  | 8.12.2021              | Заместитель главнокомандующего Воздушно-космическими силами Российской Федерации |
| Юрасов, Евгений Сергеевич      | 1921—2008  | 25.4.1975              | Генерал-полковник артиллерии, первый заместитель Главнокомандующего Войсками ПВО |
| Юрьев, Николай Петрович        |            |                        | Руководитель Департамента военной контрразведки ФСБ России                       |
| Юшкевич, Василий Александрович | 1897—1951  | 11.7.1945              | Командующий войсками Одесского военного округа                                   |

## Я
| Фамилия, имя, отчество       | Годы жизни | Дата присвоения звания | Занимаемая должность на момент присвоения звания                                                                                           |
| ---------------------------- | ---------- | ---------------------- | --- |
| Ягодкина, Елена Владимировна | род. 1975  | 11.6.2021              | Генерал-полковник таможенной службы, заместитель руководителя Федеральной таможенной службы Российской Федерации                           |
| Яковлев, Александр Сергеевич | 1906—1989  | 9.7.1946               | Генерал-полковник инженерно-авиационной службы (с 1984 — генерал-полковник авиации), заместитель министра авиационной промышленности СССР  |
| Яковлев, Валентин Алексеевич | род. 1942  | 24.10.1991             | Первый заместитель начальника Главного управления кадров Минобороны России                                                                 |
| Якушин, Владимир Захарович   | 1923—1991  | 15.12.1972             | Начальник Главного штаба Сухопутных войск                                                                                                  |
| Ялунин, Владимир Увенальевич | 1951—2022  | 2002                   | Генерал-полковник внутренней службы, начальник Главного управления исполнения наказаний Минюста России                                     |
| Ямщиков, Алексей Михайлович  | 1918—1998  | 28.10.1976             | Генеральный инспектор Группы генеральных инспекторов Министерства обороны СССР                                                             |
| Яцуценко, Виктор Николаевич  | род. 1959  | 12.12.2018             | Заместитель министра по делам гражданской обороны, чрезвычайным ситуациям и ликвидации последствий стихийных бедствий Российской Федерации |
| Яшин, Юрий Викторович        | род. 1967  | 11.6.2020              | Командующий Южным округом войск национальной гвардии Российской Федерации                                                                  |
| Яшкин, Григорий Петрович     | 1922—2003  | 16.12.1982             | Главный военный советник в Сирийской Арабской Республике                                                                                   |